# КК Црвена звезда сезона 2021/22.
Сезона 2021/22. КК Црвена звезда обухвата све резултате и остале информације везане за наступ Црвене звезде у сезони 2020/21. и то у следећим такмичењима: Евролига, Јадранска лига, Суперлига Србије и Куп Радивоја Кораћа. У овој сезони Црвена звезда је сакупила 50 победа и 25 пораза.

## Промене у саставу

### Дошли
| Датум               | Играч           | Претходни клуб        | Напомене                                                              |
| ------------------- | --------------- | --------------------- | --------------------------------------------------------------------- |
| 18. јун 2021.       | Никола Ивановић | Будућност ВОЛИ        | двогодишњи уговор                                                     |
| 18. јун 2021.       | Лука Митровић   | Будућност ВОЛИ        | двогодишњи уговор                                                     |
| 29. јун 2021.       | Арон Вајт       | Панатинаикос ОПАП     | двогодишњи уговор                                                     |
| 15. јул 2021.       | Никола Калинић  | Валенсија             | двогодишњи уговор                                                     |
| 10. август 2021.    | Нејт Волтерс    | УНИКС Казањ           | једногодишњи уговор                                                   |
| 16. август 2021.    | Остин Холинс    | Зенит Санкт Петербург | једногодишњи уговор                                                   |
| 15. септембар 2021. | Мајк Цирбес     | Шабаб Ал Ахли         | уговор до краја 2021. године, уз могућност продужетка до краја сезоне |
| 23. септембар 2021. | Немања Поповић  | ФМП                   | трогодишњи уговор                                                     |
| 9. новембар 2021.   | Стефан Марковић | Виртус Болоња         | двогодишњи уговор                                                     |
| 23. март 2022.      | Никола Топић    | млађе категорије      | прикључен првом тиму услед повреда неколико играча                    |

### Продужени уговори
| Датум               | Играч            | Напомене                                 |
| ------------------- | ---------------- | ---------------------------------------- |
| 3. јул 2021.        | Стефан Лазаревић | без званичних података о трајању уговора |
| 6. јул 2021.        | Огњен Добрић     | уговор продужен до лета 2023.            |
| 24. септембар 2021. | Марко Гушић      | нови четворогодишњи уговор               |
| 31. јануар 2022.    | Мајк Цирбес      | уговор продужен до краја сезоне          |

### Отишли
| Слободни играчи на крају сезоне 2020/21. |                      |                       |                                                     |
| 14. јун 2021.                            | Џордан Лојд          | Зенит Санкт Петербург | —                                                   |
| 18. јун 2021.                            | Душан Ристић         | Фуенлабрада           | —                                                   |
| 24. јун 2021.                            | Марко Јагодић Куриџа | Будућност ВОЛИ        | —                                                   |
| 20. јул 2021.                            | Дуоп Рит             | Илавара хокси         | —                                                   |
| 15. август 2021.                         | Ландри Ноко          | ТД системс Басконија  | —                                                   |
| 28. децембар 2021.                       | Марко Гушић          | ФМП Меридијан         | —                                                   |
| Раскинути уговори                        |                      |                       |                                                     |
| 12. јул 2021.                            | Лангстон Хол         | Бахчешехир            | —                                                   |
| 12. јул 2021.                            | Алекса Раданов       | Игокеа                | —                                                   |
| 14. јул 2021.                            | Кори Волден          | Бајерн Минхен         | споразумно раскинут уговор, уз прописано обештећење |
| Играчи упућени на позајмице              |                      |                       |                                                     |
| 30. децембар 2021.                       | Алекса Ускоковић     | Мега Моцарт           | позајмица до краја сезоне 2021/22.                  |
| 5. јануар 2022.                          | Немања Поповић       | Војводина             | позајмица до краја сезоне 2021/22.                  |

## Састав тима
| Број | Име и презиме    | Позиција               | Датум рођења        | Дошао | Претходни клуб        | Напомене |
| ---- | ---------------- | ---------------------- | ------------------- | ----- | --------------------- | -------- |
| 2    | Стефан Лазаревић | бек / крило            | 20. август 1996.    | 2021. | ФМП                   |          |
| 3    | Нејт Волтерс     | плејмејкер             | 15. мај 1991.       | 2021. | УНИКС Казањ           |          |
| 7    | Дејан Давидовац  | бек / крило            | 17. јануар 1995.    | 2017. | ФМП                   |          |
| 9    | Лука Митровић    | крилни центар / центар | 21. март 1993.      | 2021. | Будућност ВОЛИ        |          |
| 10   | Бранко Лазић     | бек / крило            | 12. јануар 1989.    | 2011. | ФМП                   | капитен  |
| 12   | Никола Калинић   | крило / крилни центар  | 8. новембар 1991.   | 2021. | Валенсија             |          |
| 13   | Огњен Добрић     | бек / крило            | 27. октобар 1994.   | 2016. | ФМП                   |          |
| 14   | Остин Холинс     | бек / крило            | 8. новембар 1991.   | 2021. | Зенит Санкт Петербург |          |
| 19   | Марко Симоновић  | крило / крилни центар  | 30. мај 1986.       | 2020. | Уникаха               |          |
| 20   | Никола Ивановић  | плејмејкер             | 19. фебруар 1994.   | 2021. | Будућност ВОЛИ        |          |
| 27   | Стефан Марковић  | плејмејкер             | 25. април 1988.     | 2021. | Виртус Болоња         |          |
| 30   | Арон Вајт        | крилни центар          | 10. септембар 1992. | 2021. | Панатинаикос ОПАП     |          |
| 32   | Огњен Кузмић     | центар                 | 16. мај 1990.       | 2019. | ФМП                   |          |
| 33   | Мајк Цирбес      | центар                 | 29. јануар 1990.    | 2021. | Шабаб Ал Ахли         |          |
| 44   | Никола Топић     | плејмејкер / бек       | август 2005.        | 2022. | млађе категорије      |          |

### План позиција
| Поз. | Прва петорка   | Прве замене     | Друге замене    | Треће замене     |
| ---- | -------------- | --------------- | --------------- | ---------------- |
| Ц    | Огњен Кузмић   | Лука Митровић   | Мајк Цирбес     |                  |
| КЦ   | Арон Вајт      |                 |                 |                  |
| К    | Никола Калинић | Дејан Давидовац | Марко Симоновић | Стефан Лазаревић |
| Б    | Огњен Добрић   | Остин Холинс    | Бранко Лазић    |                  |
| П    | Нејт Волтерс   | Стефан Марковић | Никола Ивановић | Никола Топић     |

## Евролига

### Први део такмичења
|     | Тим                             | Игр.                   | Поб.                   | Изг.                   | П+                     | П-                     | П+/-                   | Бод                    |
| --- | ------------------------------- | ---------------------- | ---------------------- | ---------------------- | ---------------------- | ---------------------- | ---------------------- | ---------------------- |
| 1.  | Барселона                       | 28                     | 21                     | 7                      | 2275                   | 2101                   | +174                   | 49                     |
| 2.  | Олимпијакос                     | 28                     | 19                     | 9                      | 2222                   | 2045                   | +177                   | 47                     |
| 3.  | Армани ексчејнџ Олимпија Милано | 28                     | 19                     | 9                      | 2069                   | 1992                   | +77                    | 47                     |
| 4.  | Реал Мадрид                     | 28                     | 18                     | 10                     | 2181                   | 2079                   | +102                   | 46                     |
| 5.  | Макаби Платика                  | 28                     | 17                     | 11                     | 2272                   | 2209                   | +63                    | 45                     |
| 6.  | Анадолу Ефес                    | 28                     | 16                     | 12                     | 2322                   | 2221                   | +101                   | 44                     |
| 7.  | Монако                          | 28                     | 15                     | 13                     | 2311                   | 2225                   | +86                    | 43                     |
| 8.  | Бајерн Минхен                   | 28                     | 14                     | 14                     | 2123                   | 2105                   | +18                    | 42                     |
| 9.  | Саски Басконија                 | 28                     | 12                     | 16                     | 2116                   | 2186                   | -70                    | 40                     |
| 10. | АЛБА Берлин                     | 28                     | 12                     | 16                     | 2121                   | 2239                   | -118                   | 40                     |
| 11. | Црвена звезда МТС               | 28                     | 12                     | 16                     | 2041                   | 2089                   | -48                    | 40                     |
| 12. | Фенербахче Беко                 | 28                     | 10                     | 18                     | 2051                   | 2099                   | -48                    | 38                     |
| 13. | Панатинаикос ОПАП               | 28                     | 9                      | 19                     | 2089                   | 2235                   | -146                   | 37                     |
| 14. | Асвел                           | 28                     | 8                      | 20                     | 2036                   | 2239                   | -203                   | 36                     |
| 15. | Жалгирис                        | 28                     | 8                      | 20                     | 2084                   | 2249                   | -165                   | 36                     |
| 16. | Зенит Санкт Петербург           | искључени из такмичења | искључени из такмичења | искључени из такмичења | искључени из такмичења | искључени из такмичења | искључени из такмичења | искључени из такмичења |
| 17. | ЦСКА Москва                     | искључени из такмичења | искључени из такмичења | искључени из такмичења | искључени из такмичења | искључени из такмичења | искључени из такмичења | искључени из такмичења |
| 18. | УНИКС Казањ                     | искључени из такмичења | искључени из такмичења | искључени из такмичења | искључени из такмичења | искључени из такмичења | искључени из такмичења | искључени из такмичења |

- НАПОМЕНА: Поени постигнути у продужецима нису урачунати у табели, а не користе се ни за одређивање предности у случају да су тимови изједначени.

Легенда:
| 1. 10. 2021. 19:45 Извештај |                                                                        | Фенербахче Беко | 61 : 57                                      | Црвена звезда МТС | Улкер спортска арена, Истанбул Гледаоци: 1.892 Судије: Фернандо Роха, Елијас Коромилас, Жозеф Бисанг |  |
| 1. 10. 2021. 19:45 Извештај | Четвртине: 18:15, 10:11, 17:11, 16:20                                  |                 |                                              |                   | Улкер спортска арена, Истанбул Гледаоци: 1.892 Судије: Фернандо Роха, Елијас Коромилас, Жозеф Бисанг |  |
| 1. 10. 2021. 19:45 Извештај | Поени: Пјер 13 Скокови: Букер 9 Асистенције: Пјерија 6 Индекс: Пјер 19 |                 | Ивановић 16 Калинић 9 Ивановић 6 Ивановић 20 |                   | Улкер спортска арена, Истанбул Гледаоци: 1.892 Судије: Фернандо Роха, Елијас Коромилас, Жозеф Бисанг |  |

| 7. 10. 2021. 20:05 Извештај |                                                                               | Макаби Платика | 63 : 75                                               | Црвена звезда МТС | Менора Мивташим арена, Тел Авив Гледаоци: 10.245 Судије: Матеј Болтаузер, Микеле Роси, Јанис Фуфис |  |
| 7. 10. 2021. 20:05 Извештај | Четвртине: 10:20, 17:15, 10:19, 26:21                                         |                |                                                       |                   | Менора Мивташим арена, Тел Авив Гледаоци: 10.245 Судије: Матеј Болтаузер, Микеле Роси, Јанис Фуфис |  |
| 7. 10. 2021. 20:05 Извештај | Поени: Вилбекин 18 Скокови: Нанели 5 Асистенције: Вилбекин 4 Индекс: Лесор 21 |                | Калинић 19 Митровић 11 Калинић 5 Волтерс, Митровић 19 |                   | Менора Мивташим арена, Тел Авив Гледаоци: 10.245 Судије: Матеј Болтаузер, Микеле Роси, Јанис Фуфис |  |

| 13. 10. 2021. 19:00 Извештај |                                                                                 | Црвена звезда МТС | 73 : 61                               | Жалгирис | Штарк арена, Београд Гледаоци: 7.893 Судије: Хуан Карлос Гарсија, Емин Могулкоч, Роберт Виклицки |  |
| 13. 10. 2021. 19:00 Извештај | Четвртине: 13:14, 16:13, 17:15, 27:19                                           |                   |                                       |          | Штарк арена, Београд Гледаоци: 7.893 Судије: Хуан Карлос Гарсија, Емин Могулкоч, Роберт Виклицки |  |
| 13. 10. 2021. 19:00 Извештај | Поени: Калинић 15 Скокови: Митровић 7 Асистенције: Волтерс 7 Индекс: Калинић 19 |                   | Нибо 14 Нибо 10 Стрелнијекс 4 Нибо 24 |          | Штарк арена, Београд Гледаоци: 7.893 Судије: Хуан Карлос Гарсија, Емин Могулкоч, Роберт Виклицки |  |

| 15. 10. 2021. 19:00 Извештај |                                                                                     | ЦСКА Москва | 78 : 76                                    | Црвена звезда МТС | Мегаспорт арена, Москва Гледаоци: 2.573 Судије: Роберт Лотермозер, Амит Балак, Аре Халико |  |
| 15. 10. 2021. 19:00 Извештај | Четвртине: 17:21, 25:21, 15:15, 21:19                                               |             |                                            |                   | Мегаспорт арена, Москва Гледаоци: 2.573 Судије: Роберт Лотермозер, Амит Балак, Аре Халико |  |
| 15. 10. 2021. 19:00 Извештај | Поени: Клајберн 18 Скокови: Боломбој, Фојтман 5 Асистенције: Швед 5 Индекс: Швед 25 |             | Волтерс 16 Кузмић 7 три играча 3 Кузмић 22 |                   | Мегаспорт арена, Москва Гледаоци: 2.573 Судије: Роберт Лотермозер, Амит Балак, Аре Халико |  |

| 22. 10. 2021. 19:00 Извештај |                                                                               | Црвена звезда МТС | 63 : 78                                | АЛБА Берлин | Хала Пионир, Београд Гледаоци: 4.658 Судије: Мигел Анхел Перез, Раин Перанди, Серхио Силва |  |
| 22. 10. 2021. 19:00 Извештај | Четвртине: 10:12, 15:26, 21:20, 17:20                                         |                   |                                        |             | Хала Пионир, Београд Гледаоци: 4.658 Судије: Мигел Анхел Перез, Раин Перанди, Серхио Силва |  |
| 22. 10. 2021. 19:00 Извештај | Поени: Кузмић 16 Скокови: Митровић 9 Асистенције: Волтерс 5 Индекс: Кузмић 22 |                   | Ло 17 Сикма 7 три играча 3 Блат, Ло 19 |             | Хала Пионир, Београд Гледаоци: 4.658 Судије: Мигел Анхел Перез, Раин Перанди, Серхио Силва |  |

| 26. 10. 2021. 19:00 Извештај |                                                                                | Монако | 70 : 62                                  | Црвена звезда МТС | Хала Гастон Медесин, Фонвјеј Гледаоци: 3.119 Судије: Саша Пукл, Емилио Перез, Микеле Роси |  |
| 26. 10. 2021. 19:00 Извештај | Четвртине: 21:12, 20:24, 15:17, 14:9                                           |        |                                          |                   | Хала Гастон Медесин, Фонвјеј Гледаоци: 3.119 Судије: Саша Пукл, Емилио Перез, Микеле Роси |  |
| 26. 10. 2021. 19:00 Извештај | Поени: Дијало 19 Скокови: Мотијејунас 8 Асистенције: Џејмс 4 Индекс: Дијало 28 |        | Волтерс 18 Кузмић 7 Волтерс 5 Калинић 19 |                   | Хала Гастон Медесин, Фонвјеј Гледаоци: 3.119 Судије: Саша Пукл, Емилио Перез, Микеле Роси |  |

| 28. 10. 2021. 20:30 Извештај |                                                                           | Армани ексчејнџ Олимпија Милано | 79 : 62                                                 | Црвена звезда МТС | Медиоланум Форум, Милано Гледаоци: 4.000 Судије: Дамир Јавор, Мехди Дифала, Василис Пицилкас |  |
| 28. 10. 2021. 20:30 Извештај | Четвртине: 24:6, 19:21, 19:23, 17:12                                      |                                 |                                                         |                   | Медиоланум Форум, Милано Гледаоци: 4.000 Судије: Дамир Јавор, Мехди Дифала, Василис Пицилкас |  |
| 28. 10. 2021. 20:30 Извештај | Поени: Шилдс 18 Скокови: Хајнс 9 Асистенције: Родригез 8 Индекс: Шилдс 16 |                                 | Митровић 17 Митровић 7 Волтерс, Ускоковић 5 Митровић 27 |                   | Медиоланум Форум, Милано Гледаоци: 4.000 Судије: Дамир Јавор, Мехди Дифала, Василис Пицилкас |  |

| 4. 11. 2021. 18:00 Извештај |                                                                                 | Црвена звезда МТС | 81 : 48                                         | Панатинаикос ОПАП | Хала Пионир, Београд Гледаоци: 6.753 Судије: Луиђи Ламоника, Леандро Лескано, Жорди Алијага |  |
| 4. 11. 2021. 18:00 Извештај | Четвртине: 21:8, 18:18, 18:10, 24:12                                            |                   |                                                 |                   | Хала Пионир, Београд Гледаоци: 6.753 Судије: Луиђи Ламоника, Леандро Лескано, Жорди Алијага |  |
| 4. 11. 2021. 18:00 Извештај | Поени: Волтерс 18 Скокови: Кузмић 8 Асистенције: три играча 3 Индекс: Кузмић 18 |                   | Мејкон 15 четири играча 3 Папапетру 3 Мејкон 13 |                   | Хала Пионир, Београд Гледаоци: 6.753 Судије: Луиђи Ламоника, Леандро Лескано, Жорди Алијага |  |

| 11. 11. 2021. 19:00 Извештај |                                                                                | Црвена звезда МТС | 73 : 67                          | Асвел | Хала Пионир, Београд Гледаоци: 6.894 Судије: Хуан Карлос Гарсија, Олегс Латишевс, Едуард Удјанскиј |  |
| 11. 11. 2021. 19:00 Извештај | Четвртине: 18:9, 15:23, 17:13, 23:22                                           |                   |                                  |       | Хала Пионир, Београд Гледаоци: 6.894 Судије: Хуан Карлос Гарсија, Олегс Латишевс, Едуард Удјанскиј |  |
| 11. 11. 2021. 19:00 Извештај | Поени: Калинић 22 Скокови: Кузмић 9 Асистенције: Ивановић 5 Индекс: Калинић 27 |                   | Окобо 16 Фал 10 Окобо 4 Џоунс 17 |       | Хала Пионир, Београд Гледаоци: 6.894 Судије: Хуан Карлос Гарсија, Олегс Латишевс, Едуард Удјанскиј |  |

| 16. 11. 2021. 20:30 Извештај |                                                                                 | Саски Басконија | 93 : 74                                     | Црвена звезда МТС | Фернандо Буеса арена, Виторија Гледаоци: 6.091 Судије: Матеј Болтаузер, Емин Могулкоч, Амит Балак |  |
| 16. 11. 2021. 20:30 Извештај | Четвртине: 25:22, 30:10, 13:21, 25:21                                           |                 |                                             |                   | Фернандо Буеса арена, Виторија Гледаоци: 6.091 Судије: Матеј Болтаузер, Емин Могулкоч, Амит Балак |  |
| 16. 11. 2021. 20:30 Извештај | Поени: Инок 23 Скокови: Инок 11 Асистенције: Питерс, Фонтекио 7 Индекс: Инок 32 |                 | Ивановић 21 Кузмић 8 Ивановић 7 Ивановић 27 |                   | Фернандо Буеса арена, Виторија Гледаоци: 6.091 Судије: Матеј Болтаузер, Емин Могулкоч, Амит Балак |  |

| 18. 11. 2021. 20:45 Извештај |                                                                                         | Реал Мадрид | 79 : 67                                    | Црвена звезда МТС | Визинк центар, Мадрид Гледаоци: 5.825 Судије: Мехди Дифала, Кармело Патернико, Елијас Коромилас |  |
| 18. 11. 2021. 20:45 Извештај | Четвртине: 16:13, 16:19, 25:14, 22:21                                                   |             |                                            |                   | Визинк центар, Мадрид Гледаоци: 5.825 Судије: Мехди Дифала, Кармело Патернико, Елијас Коромилас |  |
| 18. 11. 2021. 20:45 Извештај | Поени: Таварес 15 Скокови: Поарје 8 Асистенције: Фернандез 6 Индекс: Поарје, Таварес 23 |             | Холинс 16 Давидовац 9 Ивановић 5 Холинс 17 |                   | Визинк центар, Мадрид Гледаоци: 5.825 Судије: Мехди Дифала, Кармело Патернико, Елијас Коромилас |  |

| 26. 11. 2021. 19:00 Извештај |                                                                                      | Црвена звезда МТС | 78 : 98                                 | УНИКС Казањ | Хала Пионир, Београд Гледаоци: 5.286 Судије: Луиђи Ламоника, Леандро Лескано, Марио Мајкић |  |
| 26. 11. 2021. 19:00 Извештај | Четвртине: 16:26, 23:21, 18:29, 21:22                                                |                   |                                         |             | Хала Пионир, Београд Гледаоци: 5.286 Судије: Луиђи Ламоника, Леандро Лескано, Марио Мајкић |  |
| 26. 11. 2021. 19:00 Извештај | Поени: Холинс 15 Скокови: Кузмић 9 Асистенције: Волтерс, Калинић 4 Индекс: Холинс 15 |                   | Браун 18 три играча 5 Браун 9 Хезоња 25 |             | Хала Пионир, Београд Гледаоци: 5.286 Судије: Луиђи Ламоника, Леандро Лескано, Марио Мајкић |  |

| 3. 12. 2021. 19:00 Извештај |                                                                        | Зенит Санкт Петербург | 58 : 69                                      | Црвена звезда МТС | Сибур арена, Санкт Петербург Гледаоци: 2.467 Судије: Олегс Латишевс, Пјотр Пастусјак, Василис Пицилкас |  |
| 3. 12. 2021. 19:00 Извештај | Четвртине: 16:23, 12:19, 12:16, 18:11                                  |                       |                                              |                   | Сибур арена, Санкт Петербург Гледаоци: 2.467 Судије: Олегс Латишевс, Пјотр Пастусјак, Василис Пицилкас |  |
| 3. 12. 2021. 19:00 Извештај | Поени: Мики 16 Скокови: Зубков 8 Асистенције: Лојд 5 Индекс: Зубков 23 |                       | Волтерс 14 три играча 3 Калинић 4 Волтерс 14 |                   | Сибур арена, Санкт Петербург Гледаоци: 2.467 Судије: Олегс Латишевс, Пјотр Пастусјак, Василис Пицилкас |  |

| 9. 12. 2021. 19:00 Извештај |                                                                                 | Црвена звезда МТС | 81 : 76                             | Олимпијакос | Хала Пионир, Београд Гледаоци: 4.336 Судије: Хуан Карлос Гарсија, Емин Могулкоч, Уже Тепеније |  |
| 9. 12. 2021. 19:00 Извештај | Четвртине: 19:15, 17:23, 20:15, 25:23                                           |                   |                                     |             | Хала Пионир, Београд Гледаоци: 4.336 Судије: Хуан Карлос Гарсија, Емин Могулкоч, Уже Тепеније |  |
| 9. 12. 2021. 19:00 Извештај | Поени: Калинић 25 Скокови: Митровић 8 Асистенције: Калинић 6 Индекс: Калинић 27 |                   | Дорси 18 Мартин 6 Слукас 4 Дорси 17 |             | Хала Пионир, Београд Гледаоци: 4.336 Судије: Хуан Карлос Гарсија, Емин Могулкоч, Уже Тепеније |  |

| 14. 12. 2021. 19:00 Извештај |                                                                                              | Црвена звезда МТС | 69 : 76                                                               | Барселона | Хала Пионир, Београд Гледаоци: 6.849 Судије: Кармело Патернико, Гитис Вилијус, Елијас Коромилас |  |
| 14. 12. 2021. 19:00 Извештај | Четвртине: 13:20, 18:14, 18:27, 20:15                                                        |                   |                                                                       |           | Хала Пионир, Београд Гледаоци: 6.849 Судије: Кармело Патернико, Гитис Вилијус, Елијас Коромилас |  |
| 14. 12. 2021. 19:00 Извештај | Поени: Калинић, Митровић 15 Скокови: Кузмић 14 Асистенције: Давидовац 2 Индекс: Давидовац 15 |                   | Хејс Дејвис 14 Хејс Дејвис 8 Јокубаитис, Лапровитола 5 Хејс Дејвис 23 |           | Хала Пионир, Београд Гледаоци: 6.849 Судије: Кармело Патернико, Гитис Вилијус, Елијас Коромилас |  |

| 17. 12. 2021. 20:45 Извештај |                                                                                 | Црвена звезда МТС | 81 : 78                                  | Бајерн Минхен | Хала Пионир, Београд Гледаоци: 6.894 Судије: Мигел Анхел Перез, Мехди Дифала, Амит Балак |  |
| 17. 12. 2021. 20:45 Извештај | Четвртине: 20:21, 26:24, 19:22, 16:11                                           |                   |                                          |               | Хала Пионир, Београд Гледаоци: 6.894 Судије: Мигел Анхел Перез, Мехди Дифала, Амит Балак |  |
| 17. 12. 2021. 20:45 Извештај | Поени: Калинић 20 Скокови: Калинић 7 Асистенције: Митровић 8 Индекс: Калинић 24 |                   | Лучић 21 Хантер 10 Вејлер Баб 5 Лучић 25 |               | Хала Пионир, Београд Гледаоци: 6.894 Судије: Мигел Анхел Перез, Мехди Дифала, Амит Балак |  |

| 22. 12. 2021. 18:30 Извештај |                                                                         | Анадолу Ефес | 84 : 83                                                    | Црвена звезда МТС | Синан Ердем Дом, Истанбул Гледаоци: 8.674 Судије: Роберт Лотермозер, Емилио Перез, Гвидо Ђованети |  |
| 22. 12. 2021. 18:30 Извештај | Четвртине: 31:21, 12:25, 22:22, 19:15                                   |              |                                                            |                   | Синан Ердем Дом, Истанбул Гледаоци: 8.674 Судије: Роберт Лотермозер, Емилио Перез, Гвидо Ђованети |  |
| 22. 12. 2021. 18:30 Извештај | Поени: Плајс 23 Скокови: Плајс 7 Асистенције: Ларкин 9 Индекс: Плајс 27 |              | Калинић 20 Кузмић 11 Волтерс, Калинић 5 Калинић, Кузмић 17 |                   | Синан Ердем Дом, Истанбул Гледаоци: 8.674 Судије: Роберт Лотермозер, Емилио Перез, Гвидо Ђованети |  |

| 30. 12. 2021. 19:00 Извештај |                                                                                | Црвена звезда МТС | 76 : 80                              | Зенит Санкт Петербург | Хала Пионир, Београд Гледаоци: 6.956 Судије: Олегс Латишевс, Пјотр Пастусјак, Роберт Виклицки |  |
| 30. 12. 2021. 19:00 Извештај | Четвртине: 21:29, 21:15, 15:6, 12:19, 7:11                                     |                   |                                      |                       | Хала Пионир, Београд Гледаоци: 6.956 Судије: Олегс Латишевс, Пјотр Пастусјак, Роберт Виклицки |  |
| 30. 12. 2021. 19:00 Извештај | Поени: Волтерс 21 Скокови: Калинић 6 Асистенције: Волтерс 6 Индекс: Волтерс 22 |                   | Барон 25 Поњитка 11 Барон 6 Барон 30 |                       | Хала Пионир, Београд Гледаоци: 6.956 Судије: Олегс Латишевс, Пјотр Пастусјак, Роберт Виклицки |  |

| 27. 2. 2022. 21:00 Извештај |                                                                                                | Црвена звезда МТС | 74 : 69                             | Фенербахче Беко | Хала Пионир, Београд Гледаоци: 6.472 Судије: Мигел Анхел Перез, Микеле Роси, Јакуб Замојски |  |
| 27. 2. 2022. 21:00 Извештај | Четвртине: 20:18, 21:19, 18:23, 15:9                                                           |                   |                                     |                 | Хала Пионир, Београд Гледаоци: 6.472 Судије: Мигел Анхел Перез, Микеле Роси, Јакуб Замојски |  |
| 27. 2. 2022. 21:00 Извештај | Поени: Давидовац 9 Скокови: Давидовац, Митровић 6 Асистенције: Ивановић 4 Индекс: Давидовац 16 |                   | Бартел 15 Букер 7 Де Коло 6 Пјер 17 |                 | Хала Пионир, Београд Гледаоци: 6.472 Судије: Мигел Анхел Перез, Микеле Роси, Јакуб Замојски |  |

| 8. 3. 2022. 19:00 Извештај | | Црвена звезда МТС | 65 : 62                                     | Реал Мадрид | Хала Пионир, Београд Гледаоци: 6.225 Судије: Мехди Дифала, Елијас Коромилас, Сукис Артурас |  |
| 8. 3. 2022. 19:00 Извештај | Четвртине: 16:15, 19:13, 8:14, 22:20                                                                 |                   |                                             |             | Хала Пионир, Београд Гледаоци: 6.225 Судије: Мехди Дифала, Елијас Коромилас, Сукис Артурас |  |
| 8. 3. 2022. 19:00 Извештај | Поени: Давидовац, Ивановић 13 Скокови: Калинић 5 Асистенције: Волтерс, Холинс 2 Индекс: Давидовац 13 |                   | Љуљ 20 Таварес 11 Ертел, Ханга 5 Таварес 19 |             | Хала Пионир, Београд Гледаоци: 6.225 Судије: Мехди Дифала, Елијас Коромилас, Сукис Артурас |  |

| 3. 4. 2022. 19:00 Извештај | | Жалгирис | 103 : 98                                | Црвена звезда МТС | Жалгирис арена, Каунас Гледаоци: 10.206 Судије: Сретен Радовић, Уже Тепеније, Марћин Ковалски |  |
| 3. 4. 2022. 19:00 Извештај | Четвртине: 23:14, 22:18, 15:35, 28:21, 15:10                                                       |          |                                         |                   | Жалгирис арена, Каунас Гледаоци: 10.206 Судије: Сретен Радовић, Уже Тепеније, Марћин Ковалски |  |
| 3. 4. 2022. 19:00 Извештај | Поени: Улановас 18 Скокови: Јанкунас, Улановас 7 Асистенције: Лекавичијус 7 Индекс: Лекавичијус 26 |          | Добрић 21 Калинић 7 Волтерс 7 Добрић 23 |                   | Жалгирис арена, Каунас Гледаоци: 10.206 Судије: Сретен Радовић, Уже Тепеније, Марћин Ковалски |  |

| 21. 1. 2022. 21:00 Извештај |                                                                                         | Асвел | 69 : 67                                    | Црвена звезда МТС | Астробал, Вилербан Гледаоци: 2.000 Судије: Луиђи Ламоника, Емилио Перез, Василики Царуча |  |
| 21. 1. 2022. 21:00 Извештај | Четвртине: 11:17, 14:18, 24:13, 20:19                                                   |       |                                            |                   | Астробал, Вилербан Гледаоци: 2.000 Судије: Луиђи Ламоника, Емилио Перез, Василики Царуча |  |
| 21. 1. 2022. 21:00 Извештај | Поени: Лакомб, Џоунс 17 Скокови: Кахуди, Лакомб 7 Асистенције: Џоунс 5 Индекс: Џоунс 22 |       | Добрић 20 Митровић 7 Волтерс 5 Митровић 16 |                   | Астробал, Вилербан Гледаоци: 2.000 Судије: Луиђи Ламоника, Емилио Перез, Василики Царуча |  |

| 27. 1. 2022. 20:00 Извештај |                                                                                 | Олимпијакос | 72 : 76                                      | Црвена звезда МТС | Дворана мира и пријатељства, Пиреј Гледаоци: 1.000 Судије: Данијел Јерезуело, Амит Балак, Серхио Силва |  |
| 27. 1. 2022. 20:00 Извештај | Четвртине: 21:22, 15:15, 16:19, 20:20                                           |             |                                              |                   | Дворана мира и пријатељства, Пиреј Гледаоци: 1.000 Судије: Данијел Јерезуело, Амит Балак, Серхио Силва |  |
| 27. 1. 2022. 20:00 Извештај | Поени: Везенков 20 Скокови: Везенков 8 Асистенције: Вокап 5 Индекс: Везенков 24 |             | Добрић 14 Вајт 8 Добрић, Калинић 4 Добрић 18 |                   | Дворана мира и пријатељства, Пиреј Гледаоци: 1.000 Судије: Данијел Јерезуело, Амит Балак, Серхио Силва |  |

| 1. 2. 2022. 19:00 Извештај |                                                                                          | Црвена звезда МТС | 57 : 63                                   | Армани ексчејнџ Олимпија Милано | Хала Пионир, Београд Гледаоци: 5.638 Судије: Олегс Латишевс, Емин Могулкоч, Карлос Кортес |  |
| 1. 2. 2022. 19:00 Извештај | Четвртине: 8:7, 15:19, 21:24, 13:13                                                      |                   |                                           |                                 | Хала Пионир, Београд Гледаоци: 5.638 Судије: Олегс Латишевс, Емин Могулкоч, Карлос Кортес |  |
| 1. 2. 2022. 19:00 Извештај | Поени: Калинић, Холинс 13 Скокови: Давидовац 6 Асистенције: Калинић 4 Индекс: Калинић 17 |                   | Делејни 18 Бентил 9 Родригез 3 Делејни 19 |                                 | Хала Пионир, Београд Гледаоци: 5.638 Судије: Олегс Латишевс, Емин Могулкоч, Карлос Кортес |  |

| 3. 2. 2022. 19:00 Извештај |                                                                               | Црвена звезда МТС | 80 : 91                                        | Монако | Хала Пионир, Београд Гледаоци: 4.247 Судије: Кармело Патернико, Леандро Лескано, Гентијан Цици |  |
| 3. 2. 2022. 19:00 Извештај | Четвртине: 30:19, 22:23, 12:22, 16:27                                         |                   |                                                |        | Хала Пионир, Београд Гледаоци: 4.247 Судије: Кармело Патернико, Леандро Лескано, Гентијан Цици |  |
| 3. 2. 2022. 19:00 Извештај | Поени: Холинс 19 Скокови: Кузмић 5 Асистенције: Волтерс 5 Индекс: Ивановић 24 |                   | Мотијејунас 20 Дијало 7 Џејмс 6 Мотијејунас 20 |        | Хала Пионир, Београд Гледаоци: 4.247 Судије: Кармело Патернико, Леандро Лескано, Гентијан Цици |  |

| 11. 2. 2022. 17:00 Извештај |                                                                           | УНИКС Казањ | 77 : 84                                          | Црвена звезда МТС | Баскет хол арена, Казањ Гледаоци: 3.523 Судије: Бењамин Хименез, Мехди Дифала, Јургис Лауринавичијус |  |
| 11. 2. 2022. 17:00 Извештај | Четвртине: 11:22, 32:21, 22:20, 12:21                                     |             |                                                  |                   | Баскет хол арена, Казањ Гледаоци: 3.523 Судије: Бењамин Хименез, Мехди Дифала, Јургис Лауринавичијус |  |
| 11. 2. 2022. 17:00 Извештај | Поени: Хезоња 18 Скокови: Хезоња 9 Асистенције: Спису 6 Индекс: Хезоња 21 |             | Калинић 20 Вајт 6 Калинић, Марковић 6 Калинић 22 |                   | Баскет хол арена, Казањ Гледаоци: 3.523 Судије: Бењамин Хименез, Мехди Дифала, Јургис Лауринавичијус |  |

| 25. 2. 2022. 20:00 Извештај |                                                                                      | Панатинаикос ОПАП | 79 : 73                           | Црвена звезда МТС | Олимпијска дворана Никос Галис, Атина Гледаоци: 1.850 Судије: Данијел Јерезуело, Ане Пантер, Сефи Шемеш |  |
| 25. 2. 2022. 20:00 Извештај | Четвртине: 17:23, 25:18, 17:18, 20:14                                                |                   |                                   |                   | Олимпијска дворана Никос Галис, Атина Гледаоци: 1.850 Судије: Данијел Јерезуело, Ане Пантер, Сефи Шемеш |  |
| 25. 2. 2022. 20:00 Извештај | Поени: Недовић 25 Скокови: Еванс 9 Асистенције: Мејкон, Недовић 5 Индекс: Недовић 25 |                   | Вајт 14 Вајт 12 Калинић 6 Вајт 27 |                   | Олимпијска дворана Никос Галис, Атина Гледаоци: 1.850 Судије: Данијел Јерезуело, Ане Пантер, Сефи Шемеш |  |

| 3. 3. 2022. 19:00 Извештај |                                                                                  | Црвена звезда МТС | 86 : 83                                                | Саски Басконија | Хала Пионир, Београд Гледаоци: 4.879 Судије: Луиђи Ламоника, Јанис Фуфис, Роберт Виклицки |  |
| 3. 3. 2022. 19:00 Извештај | Четвртине: 13:26, 28:15, 14:15, 31:27                                            |                   |                                                        |                 | Хала Пионир, Београд Гледаоци: 4.879 Судије: Луиђи Ламоника, Јанис Фуфис, Роберт Виклицки |  |
| 3. 3. 2022. 19:00 Извештај | Поени: Митровић 18 Скокови: Вајт 6 Асистенције: три играча 4 Индекс: Митровић 24 |                   | Фонтекио 19 Фонтекио 8 Грејнџер 7 Грејнџер, Костело 22 |                 | Хала Пионир, Београд Гледаоци: 4.879 Судије: Луиђи Ламоника, Јанис Фуфис, Роберт Виклицки |  |

| 10. 3. 2022. 19:00 Извештај |                                                                               | Црвена звезда МТС | 84 : 77                                        | Макаби Платика | Хала Пионир, Београд Гледаоци: 6.832 Судије: Борис Рижик, Емилио Перез, Раин Перанди |  |
| 10. 3. 2022. 19:00 Извештај | Четвртине: 24:10, 18:29, 23:21, 19:17                                         |                   |                                                |                | Хала Пионир, Београд Гледаоци: 6.832 Судије: Борис Рижик, Емилио Перез, Раин Перанди |  |
| 10. 3. 2022. 19:00 Извештај | Поени: Калинић 15 Скокови: Кузмић 8 Асистенције: Калинић 5 Индекс: Калинић 22 |                   | Нанели 24 Жижић 6 Вилбекин, Нанели 4 Нанели 31 |                | Хала Пионир, Београд Гледаоци: 6.832 Судије: Борис Рижик, Емилио Перез, Раин Перанди |  |

| 18. 3. 2022. 21:00 Извештај |                                                                                       | Барселона | 82 : 70                                  | Црвена звезда МТС | Дворана Блауграна, Барселона Гледаоци: 5.728 Судије: Олегс Латишевс, Жозеф Бисанг, Томаш Травицки |  |
| 18. 3. 2022. 21:00 Извештај | Четвртине: 22:15, 25:17, 18:19, 17:19                                                 |           |                                          |                   | Дворана Блауграна, Барселона Гледаоци: 5.728 Судије: Олегс Латишевс, Жозеф Бисанг, Томаш Травицки |  |
| 18. 3. 2022. 21:00 Извештај | Поени: Миротић 19 Скокови: Дејвис 6 Асистенције: Калатес 7 Индекс: Дејвис, Миротић 20 |           | Добрић 16 Митровић 6 Волтерс 4 Добрић 17 |                   | Дворана Блауграна, Барселона Гледаоци: 5.728 Судије: Олегс Латишевс, Жозеф Бисанг, Томаш Травицки |  |

| 23. 3. 2022. 19:00 Извештај |  | Црвена звезда МТС | — : — | ЦСКА Москва | Хала Пионир, Београд |  |

| 25. 3. 2022. 20:00 Извештај |                                                                               | АЛБА Берлин | 74 : 70                                                   | Црвена звезда МТС | Мерцедес-Бенц арена, Берлин Гледаоци: 5.135 Судије: Луиђи Ламоника, Мехди Дифала, Аре Халико |  |
| 25. 3. 2022. 20:00 Извештај | Четвртине: 24:15, 13:20, 21:22, 16:13                                         |             |                                                           |                   | Мерцедес-Бенц арена, Берлин Гледаоци: 5.135 Судије: Луиђи Ламоника, Мехди Дифала, Аре Халико |  |
| 25. 3. 2022. 20:00 Извештај | Поени: Маодо 22 Скокови: Сикма 9 Асистенције: Маодо 4 Индекс: Маодо, Сикма 23 |             | Волтерс 18 четири играча 4 Волтерс, Марковић 5 Волтерс 20 |                   | Мерцедес-Бенц арена, Берлин Гледаоци: 5.135 Судије: Луиђи Ламоника, Мехди Дифала, Аре Халико |  |

| 1. 4. 2022. 20:30 Извештај |                                                                         | Бајерн Минхен | 82 : 57                                                  | Црвена звезда МТС | Ауди дом, Минхен Гледаоци: 6.041 Судије: Борис Рижик, Сефи Шемеш, Јургис Лауринавичијус |  |
| 1. 4. 2022. 20:30 Извештај | Четвртине: 15:18, 27:15, 21:10, 19:14                                   |               |                                                          |                   | Ауди дом, Минхен Гледаоци: 6.041 Судије: Борис Рижик, Сефи Шемеш, Јургис Лауринавичијус |  |
| 1. 4. 2022. 20:30 Извештај | Поени: Рубит 22 Скокови: Хантер 7 Асистенције: Лучић 5 Индекс: Рубит 25 |               | Калинић 12 три играча 5 Волтерс, Давидовац 5 Митровић 15 |                   | Ауди дом, Минхен Гледаоци: 6.041 Судије: Борис Рижик, Сефи Шемеш, Јургис Лауринавичијус |  |

| 8. 4. 2022. 21:00 Извештај |                                                                                 | Црвена звезда МТС | 93 : 85                                | Анадолу Ефес | Хала Пионир, Београд Гледаоци: 5.734 Судије: Роберт Лотермозер, Фернандо Роха, Артурас Сукис |  |
| 8. 4. 2022. 21:00 Извештај | Четвртине: 21:29, 19:11, 25:22, 28:23                                           |                   |                                        |              | Хала Пионир, Београд Гледаоци: 5.734 Судије: Роберт Лотермозер, Фернандо Роха, Артурас Сукис |  |
| 8. 4. 2022. 21:00 Извештај | Поени: Калинић 16 Скокови: Калинић 10 Асистенције: Калинић 8 Индекс: Калинић 25 |                   | Ларкин 16 Синглтон 8 Симон 8 Ларкин 27 |              | Хала Пионир, Београд Гледаоци: 5.734 Судије: Роберт Лотермозер, Фернандо Роха, Артурас Сукис |  |

## Јадранска лига

### Први део такмичења
|     | Тим                 | Игр. | Поб. | Изг. | П+   | П-   | П+/- | Бод |
| --- | ------------------- | ---- | ---- | ---- | ---- | ---- | ---- | --- |
| 1.  | Црвена звезда МТС   | 26   | 24   | 2    | 2140 | 1819 | +321 | 50  |
| 2.  | Партизан НИС        | 26   | 22   | 4    | 2178 | 1840 | +338 | 48  |
| 3.  | Будућност ВОЛИ      | 26   | 19   | 7    | 2102 | 1902 | +200 | 45  |
| 4.  | Цедевита Олимпија   | 26   | 18   | 8    | 2205 | 2056 | +149 | 44  |
| 5.  | Игокеа м:тел        | 26   | 15   | 11   | 2053 | 1959 | +94  | 41  |
| 6.  | ФМП Меридијан       | 26   | 14   | 12   | 2121 | 2097 | +24  | 40  |
| 7.  | СЦ Дерби            | 26   | 12   | 14   | 2107 | 2212 | -105 | 38  |
| 8.  | Цибона              | 26   | 11   | 15   | 2014 | 2005 | +9   | 37  |
| 9.  | Морнар Барско злато | 26   | 10   | 16   | 1986 | 2056 | -70  | 36  |
| 10. | Мега Моцарт         | 26   | 10   | 16   | 2043 | 2101 | -58  | 36  |
| 11. | Борац Чачак         | 26   | 9    | 17   | 1962 | 2098 | -136 | 35  |
| 12. | Задар               | 26   | 8    | 18   | 1899 | 2046 | -147 | 34  |
| 13. | Сплит               | 26   | 6    | 20   | 1848 | 2102 | -254 | 32  |
| 14. | Крка                | 26   | 4    | 22   | 1813 | 2178 | -365 | 30  |

Легенда:
| 24. 9. 2021. 20:00 Извештај | | Црвена звезда МТС | 97 : 61                               | Сплит | Хала Пионир, Београд Гледаоци: 2.476 Судије: Милан Недовић, Денис Хаџић, Стефан Ћалић |  |
| 24. 9. 2021. 20:00 Извештај | Четвртине: 22:16, 31:12, 22:13, 22:20                                                              |                   |                                       |       | Хала Пионир, Београд Гледаоци: 2.476 Судије: Милан Недовић, Денис Хаџић, Стефан Ћалић |  |
| 24. 9. 2021. 20:00 Извештај | Поени: Ивановић 20 Скокови: Ивановић, Цирбес 6 Асистенције: Ивановић, Калин. 6 Индекс: Ивановић 35 |                   | Чампара 10 Жганец 5 Руњић 4 Жганец 13 |       | Хала Пионир, Београд Гледаоци: 2.476 Судије: Милан Недовић, Денис Хаџић, Стефан Ћалић |  |

| 4. 10. 2021. 21:00 Извештај |                                                                                   | Црвена звезда МТС | 71 : 63                                   | Будућност ВОЛИ | Хала Пионир, Београд Гледаоци: 3.947 Судије: Дамир Јавор, Марио Мајкић, Лука Кардум |  |
| 4. 10. 2021. 21:00 Извештај | Четвртине: 19:14, 18:15, 8:18, 26:16                                              |                   |                                           |                | Хала Пионир, Београд Гледаоци: 3.947 Судије: Дамир Јавор, Марио Мајкић, Лука Кардум |  |
| 4. 10. 2021. 21:00 Извештај | Поени: Митровић 19 Скокови: Митровић 7 Асистенције: Волтерс 7 Индекс: Митровић 21 |                   | Сили 19 Атић 10 Атић, Сили 3 Рид, Сили 18 |                | Хала Пионир, Београд Гледаоци: 3.947 Судије: Дамир Јавор, Марио Мајкић, Лука Кардум |  |

| 10. 10. 2021. 19:00 Извештај |                                                                                    | Игокеа м:тел | 75 : 68                                    | Црвена звезда МТС | Спортска дворана Лакташи, Лакташи Гледаоци: 800 Судије: Томислав Хордов, Јосип Радојковић, Крунослав Пеић |  |
| 10. 10. 2021. 19:00 Извештај | Четвртине: 21:14, 23:8, 10:22, 21:24                                               |              |                                            |                   | Спортска дворана Лакташи, Лакташи Гледаоци: 800 Судије: Томислав Хордов, Јосип Радојковић, Крунослав Пеић |  |
| 10. 10. 2021. 19:00 Извештај | Поени: Волер 15 Скокови: Илић, Стивенс 5 Асистенције: Раданов 7 Индекс: Раданов 25 |              | Калинић 16 Волтерс 6 Ивановић 7 Калинић 18 |                   | Спортска дворана Лакташи, Лакташи Гледаоци: 800 Судије: Томислав Хордов, Јосип Радојковић, Крунослав Пеић |  |

| 17. 10. 2021. 21:00 Извештај |                                                                                            | Црвена звезда МТС | 79 : 64                              | Цедевита Олимпија | Хала Пионир, Београд Гледаоци: 4.345 Судије: Томислав Хордов, Милош Кољеншић, Игор Драгојевић |  |
| 17. 10. 2021. 21:00 Извештај | Четвртине: 17:24, 23:15, 16:16, 23:9                                                       |                   |                                      |                   | Хала Пионир, Београд Гледаоци: 4.345 Судије: Томислав Хордов, Милош Кољеншић, Игор Драгојевић |  |
| 17. 10. 2021. 21:00 Извештај | Поени: Митровић, Холинс 13 Скокови: Калинић 12 Асистенције: три играча 4 Индекс: Кузмић 20 |                   | Блажич 16 Мурић 7 Рупник 5 Рупник 21 |                   | Хала Пионир, Београд Гледаоци: 4.345 Судије: Томислав Хордов, Милош Кољеншић, Игор Драгојевић |  |

| 24. 10. 2021. 17:00 Извештај |                                                                              | Морнар Барско злато | 69 : 77                                 | Црвена звезда МТС | Спортска дворана Тополица, Бар Гледаоци: 1.000 Судије: Милан Недовић, Марио Мајкић, Лука Кардум |  |
| 24. 10. 2021. 17:00 Извештај | Четвртине: 25:20, 13:23, 14:15, 17:19                                        |                     |                                         |                   | Спортска дворана Тополица, Бар Гледаоци: 1.000 Судије: Милан Недовић, Марио Мајкић, Лука Кардум |  |
| 24. 10. 2021. 17:00 Извештај | Поени: Луис 16 Скокови: Мићовић 7 Асистенције: три играча 3 Индекс: Лазић 14 |                     | Добрић 22 Кузмић 13 Калинић 4 Кузмић 30 |                   | Спортска дворана Тополица, Бар Гледаоци: 1.000 Судије: Милан Недовић, Марио Мајкић, Лука Кардум |  |

| 1. 11. 2021. 18:00 Извештај |                                                                                 | Црвена звезда МТС | 81 : 67                                         | Мега Моцарт | Хала Пионир, Београд Гледаоци: 2.342 Судије: Милан Недовић, Томислав Вовк, Енрад Каровић |  |
| 1. 11. 2021. 18:00 Извештај | Четвртине: 24:16, 22:16, 14:16, 21:19                                           |                   |                                                 |             | Хала Пионир, Београд Гледаоци: 2.342 Судије: Милан Недовић, Томислав Вовк, Енрад Каровић |  |
| 1. 11. 2021. 18:00 Извештај | Поени: Волтерс 13 Скокови: Митровић 7 Асистенције: Волтерс 6 Индекс: Волтерс 19 |                   | Балцеровски 19 Јовић 7 Кочовић 6 Балцеровски 23 |             | Хала Пионир, Београд Гледаоци: 2.342 Судије: Милан Недовић, Томислав Вовк, Енрад Каровић |  |

| 7. 11. 2021. 18:45 Извештај |                                                                                                 | Задар | 73 : 83                                                      | Црвена звезда МТС | Дворана Крешимир Ћосић, Задар Гледаоци: 500 Судије: Игор Драгојевић, Марко Јурас, Гордан Терлевић |  |
| 7. 11. 2021. 18:45 Извештај | Четвртине: 18:18, 19:25, 15:25, 21:15                                                           |       |                                                              |                   | Дворана Крешимир Ћосић, Задар Гледаоци: 500 Судије: Игор Драгојевић, Марко Јурас, Гордан Терлевић |  |
| 7. 11. 2021. 18:45 Извештај | Поени: Вуковић, Картер 14 Скокови: три играча 5 Асистенције: Мавра 7 Индекс: Вуковић, Картер 15 |       | Волтерс, Кузмић 14 Митровић 6 Волтерс 10 Волтерс, Калинић 23 |                   | Дворана Крешимир Ћосић, Задар Гледаоци: 500 Судије: Игор Драгојевић, Марко Јурас, Гордан Терлевић |  |

| 14. 11. 2021. 19:00 Извештај |                                                                                            | Црвена звезда МТС | 71 : 56                                               | Партизан НИС | Хала Пионир, Београд Гледаоци: 7.187 Судије: Јосип Радојковић, Илија Белошевић, Миливоје Јовчић |  |
| 14. 11. 2021. 19:00 Извештај | Четвртине: 15:8, 17:13, 15:19, 24:16                                                       |                   |                                                       |              | Хала Пионир, Београд Гледаоци: 7.187 Судије: Јосип Радојковић, Илија Белошевић, Миливоје Јовчић |  |
| 14. 11. 2021. 19:00 Извештај | Поени: Митровић 16 Скокови: Митровић 7 Асистенције: Волтерс, Калинић 5 Индекс: Митровић 22 |                   | Смаилагић 15 Смаилагић 9 четири играча 2 Смаилагић 20 |              | Хала Пионир, Београд Гледаоци: 7.187 Судије: Јосип Радојковић, Илија Белошевић, Миливоје Јовчић |  |

| 22. 11. 2021. 18:00 Извештај |                                                                          | СЦ Дерби | 67 : 99                                      | Црвена звезда МТС | Спортски центар Морача, Подгорица Гледаоци: 1 Судије: Јосип Радојковић, Матеј Шпендл, Крунослав Пеић |  |
| 22. 11. 2021. 18:00 Извештај | Четвртине: 19:27, 21:22, 8:23, 19:27                                     |          |                                              |                   | Спортски центар Морача, Подгорица Гледаоци: 1 Судије: Јосип Радојковић, Матеј Шпендл, Крунослав Пеић |  |
| 22. 11. 2021. 18:00 Извештај | Поени: Тишма 13 Скокови: Ивишић 6 Асистенције: Виналес 5 Индекс: Маги 11 |          | Ивановић 14 Калинић 7 Марковић 6 Ивановић 20 |                   | Спортски центар Морача, Подгорица Гледаоци: 1 Судије: Јосип Радојковић, Матеј Шпендл, Крунослав Пеић |  |

| 6. 12. 2021. 18:00 Извештај | | Црвена звезда МТС | 86 : 72                                | Цибона | Хала Пионир, Београд Гледаоци: 1.295 Судије: Дамир Јавор, Сашо Петек, Драган Поробић |  |
| 6. 12. 2021. 18:00 Извештај | Четвртине: 15:17, 25:14, 23:23, 23:18                                                               |                   |                                        |        | Хала Пионир, Београд Гледаоци: 1.295 Судије: Дамир Јавор, Сашо Петек, Драган Поробић |  |
| 6. 12. 2021. 18:00 Извештај | Поени: Ивановић, Калинић 15 Скокови: Давидовац, Добрић 4 Асистенције: Ивановић 6 Индекс: Калинић 22 |                   | Пркачин 16 Гегић 7 Гњидић 6 Пркачин 22 |        | Хала Пионир, Београд Гледаоци: 1.295 Судије: Дамир Јавор, Сашо Петек, Драган Поробић |  |

| 11. 12. 2021. 17:00 Извештај |                                                                                       | Крка | 70 : 71                                           | Црвена звезда МТС | Спортска дворана Леон Штукељ, Ново Место Гледаоци: 800 Судије: Матеј Болтаузер, Томислав Хордов, Томислав Стапић |  |
| 11. 12. 2021. 17:00 Извештај | Четвртине: 16:12, 19:15, 24:15, 11:29                                                 |      |                                                   |                   | Спортска дворана Леон Штукељ, Ново Место Гледаоци: 800 Судије: Матеј Болтаузер, Томислав Хордов, Томислав Стапић |  |
| 11. 12. 2021. 17:00 Извештај | Поени: Стипчевић 16 Скокови: Шкедељ 6 Асистенције: Стипаничев, Шпан 3 Индекс: Гибс 19 |      | Давидовац 19 Давидовац 10 Марковић 4 Давидовац 34 |                   | Спортска дворана Леон Штукељ, Ново Место Гледаоци: 800 Судије: Матеј Болтаузер, Томислав Хордов, Томислав Стапић |  |

| 19. 12. 2021. 18:45 Извештај |                                                                                        | Црвена звезда МТС | 109 : 62                                        | Борац Чачак | Хала Пионир, Београд Гледаоци: 852 Судије: Миливоје Јовчић, Марко Пецељ, Владимир Весковић |  |
| 19. 12. 2021. 18:45 Извештај | Четвртине: 28:13, 21:24, 37:15, 23:10                                                  |                   |                                                 |             | Хала Пионир, Београд Гледаоци: 852 Судије: Миливоје Јовчић, Марко Пецељ, Владимир Весковић |  |
| 19. 12. 2021. 18:45 Извештај | Поени: Ивановић, Холинс 16 Скокови: Марковић 6 Асистенције: Ивановић 6 Индекс: Вајт 22 |                   | Лешић 17 Маринковић 6 Лопез, Санадзе 3 Лешић 15 |             | Хала Пионир, Београд Гледаоци: 852 Судије: Миливоје Јовчић, Марко Пецељ, Владимир Весковић |  |

| 26. 12. 2021. 12:00 Извештај |                                                                             | ФМП | 74 : 98                                         | Црвена звезда МТС | Дворана Железник, Београд Гледаоци: 2.000 Судије: Игор Драгојевић, Иван Стефановић, Стефан Ћалић |  |
| 26. 12. 2021. 12:00 Извештај | Четвртине: 18:20, 19:24, 16:26, 21:28                                       |     |                                                 |                   | Дворана Железник, Београд Гледаоци: 2.000 Судије: Игор Драгојевић, Иван Стефановић, Стефан Ћалић |  |
| 26. 12. 2021. 12:00 Извештај | Поени: Џоунс 17 Скокови: три играча 4 Асистенције: Џоунс 7 Индекс: Џоунс 21 |     | Ивановић 18 три играча 4 Ивановић 5 Ивановић 29 |                   | Дворана Железник, Београд Гледаоци: 2.000 Судије: Игор Драгојевић, Иван Стефановић, Стефан Ћалић |  |

| 2. 1. 2022. 19:00 Извештај |                                                                        | Сплит | 62 : 66                                          | Црвена звезда МТС | Спортски центар Грипе, Сплит Гледаоци: 1.500 Судије: Сашо Петек, Бојан Круљац, Драган Поробић |  |
| 2. 1. 2022. 19:00 Извештај | Четвртине: 9:16, 18:18, 15:15, 20:17                                   |       |                                                  |                   | Спортски центар Грипе, Сплит Гледаоци: 1.500 Судије: Сашо Петек, Бојан Круљац, Драган Поробић |  |
| 2. 1. 2022. 19:00 Извештај | Поени: Шортер 24 Скокови: Бајо 6 Асистенције: Укић 6 Индекс: Шортер 22 |       | Ивановић 11 Вајт, Митровић 7 Симоновић 4 Вајт 14 |                   | Спортски центар Грипе, Сплит Гледаоци: 1.500 Судије: Сашо Петек, Бојан Круљац, Драган Поробић |  |

| 16. 4. 2022. 21:00 Извештај |                                                                              | Будућност ВОЛИ | 76 : 80                                   | Црвена звезда МТС | Спортски центар Морача, Подгорица Гледаоци: 5.000 Судије: Урош Николић, Милош Кољеншић, Јосип Радојковић |  |
| 16. 4. 2022. 21:00 Извештај | Четвртине: 12:19, 24:27, 23:13, 17:21                                        |                |                                           |                   | Спортски центар Морача, Подгорица Гледаоци: 5.000 Судије: Урош Николић, Милош Кољеншић, Јосип Радојковић |  |
| 16. 4. 2022. 21:00 Извештај | Поени: Сили 18 Скокови: Јагодић Куриџа 7 Асистенције: Кобс 7 Индекс: Сили 17 |                | Калинић 18 три играча 5 Вајт 6 Калинић 25 |                   | Спортски центар Морача, Подгорица Гледаоци: 5.000 Судије: Урош Николић, Милош Кољеншић, Јосип Радојковић |  |

| 23. 4. 2022. 13:00 Извештај |                                                                                 | Црвена звезда МТС | 85 : 66                                    | Игокеа м:тел | Хала Пионир, Београд Гледаоци: 3.745 Судије: Миливоје Јовчић, Бојан Круљац, Гордан Терлевић |  |
| 23. 4. 2022. 13:00 Извештај | Четвртине: 20:11, 23:22, 20:14, 22:19                                           |                   |                                            |              | Хала Пионир, Београд Гледаоци: 3.745 Судије: Миливоје Јовчић, Бојан Круљац, Гордан Терлевић |  |
| 23. 4. 2022. 13:00 Извештај | Поени: Калинић 16 Скокови: Калинић 5 Асистенције: Ивановић 5 Индекс: Калинић 20 |                   | Волер 16 Илић 11 Робинсон 7 Волер, Илић 17 |              | Хала Пионир, Београд Гледаоци: 3.745 Судије: Миливоје Јовчић, Бојан Круљац, Гордан Терлевић |  |

| 24. 1. 2022. 18:00 Извештај |                                                                            | Цедевита Олимпија | 82 : 83                                  | Црвена звезда МТС | Арена Стожице, Љубљана Гледаоци: 750 Судије: Томислав Хордов, Игор Драгојевић, Томислав Стапић |  |
| 24. 1. 2022. 18:00 Извештај | Четвртине: 28:28, 15:15, 21:22, 18:18                                      |                   |                                          |                   | Арена Стожице, Љубљана Гледаоци: 750 Судије: Томислав Хордов, Игор Драгојевић, Томислав Стапић |  |
| 24. 1. 2022. 18:00 Извештај | Поени: Блажич 21 Скокови: Блажич 11 Асистенције: Ферел 7 Индекс: Блажич 35 |                   | Холинс 18 Митровић 7 Волтерс 5 Холинс 19 |                   | Арена Стожице, Љубљана Гледаоци: 750 Судије: Томислав Хордов, Игор Драгојевић, Томислав Стапић |  |

| 30. 1. 2022. 17:00 Извештај |                                                                                      | Црвена звезда МТС | 81 : 74                                     | Морнар Барско злато | Хала Пионир, Београд Гледаоци: 3.853 Судије: Саша Пукл, Томислав Вовк, Крунослав Пеић |  |
| 30. 1. 2022. 17:00 Извештај | Четвртине: 22:19, 19:19, 20:12, 20:24                                                |                   |                                             |                     | Хала Пионир, Београд Гледаоци: 3.853 Судије: Саша Пукл, Томислав Вовк, Крунослав Пеић |  |
| 30. 1. 2022. 17:00 Извештај | Поени: Давидовац 18 Скокови: Митровић 8 Асистенције: Ивановић 8 Индекс: Давидовац 24 |                   | Михаиловић 26 Смит 8 Гордић 7 Михаиловић 24 |                     | Хала Пионир, Београд Гледаоци: 3.853 Судије: Саша Пукл, Томислав Вовк, Крунослав Пеић |  |

| 7. 2. 2022. 15:30 Извештај |                                                                                    | Мега Моцарт | 69 : 76                                          | Црвена звезда МТС | Спортска хала Мега фактори, Београд Гледаоци: 600 Судије: Миливоје Јовчић, Денис Хаџић, Марко Мустапић |  |
| 7. 2. 2022. 15:30 Извештај | Четвртине: 25:20, 15:25, 12:18, 17:13                                              |             |                                                  |                   | Спортска хала Мега фактори, Београд Гледаоци: 600 Судије: Миливоје Јовчић, Денис Хаџић, Марко Мустапић |  |
| 7. 2. 2022. 15:30 Извештај | Поени: Матковић 20 Скокови: Симанић 8 Асистенције: Ускоковић 5 Индекс: Матковић 22 |             | Кузмић 17 Ивановић, Кузмић 6 Калинић 4 Кузмић 21 |                   | Спортска хала Мега фактори, Београд Гледаоци: 600 Судије: Миливоје Јовчић, Денис Хаџић, Марко Мустапић |  |

| 13. 2. 2022. 19:00 Извештај |                                                                                | Црвена звезда МТС | 91 : 69                                  | Задар | Хала Пионир, Београд Гледаоци: 2.341 Судије: Илија Белошевић, Матеј Шпендл, Едо Јавор |  |
| 13. 2. 2022. 19:00 Извештај | Четвртине: 26:22, 25:15, 19:16, 21:16                                          |                   |                                          |       | Хала Пионир, Београд Гледаоци: 2.341 Судије: Илија Белошевић, Матеј Шпендл, Едо Јавор |  |
| 13. 2. 2022. 19:00 Извештај | Поени: Добрић 23 Скокови: Ивановић 6 Асистенције: Марковић 6 Индекс: Добрић 23 |                   | Јордано 16 Вуковић 7 Картер 4 Јордано 12 |       | Хала Пионир, Београд Гледаоци: 2.341 Судије: Илија Белошевић, Матеј Шпендл, Едо Јавор |  |

| 6. 3. 2022. 18:30 Извештај |                                                                                    | Партизан НИС | 98 : 84                                                  | Црвена звезда МТС | Хала Пионир, Београд Гледаоци: 6.884 Судије: Матеј Болтаузер, Јосип Радојковић, Милан Недовић |  |
| 6. 3. 2022. 18:30 Извештај | Четвртине: 28:21, 12:13, 24:29, 34:21                                              |              |                                                          |                   | Хала Пионир, Београд Гледаоци: 6.884 Судије: Матеј Болтаузер, Јосип Радојковић, Милан Недовић |  |
| 6. 3. 2022. 18:30 Извештај | Поени: Аврамовић 33 Скокови: Лесор 7 Асистенције: Аврамовић 6 Индекс: Аврамовић 32 |              | Давидовац, Холинс 17 Давидовац 10 Калинић 6 Давидовац 23 |                   | Хала Пионир, Београд Гледаоци: 6.884 Судије: Матеј Болтаузер, Јосип Радојковић, Милан Недовић |  |

| 14. 3. 2022. 18:00 Извештај |                                                                                         | Црвена звезда МТС | 94 : 84                               | СЦ Дерби | Хала Пионир, Београд Гледаоци: 1.125 Судије: Урош Николић, Крунослав Пеић, Гордан Терлевић |  |
| 14. 3. 2022. 18:00 Извештај | Четвртине: 24:19, 28:24, 17:13, 25:28                                                   |                   |                                       |          | Хала Пионир, Београд Гледаоци: 1.125 Судије: Урош Николић, Крунослав Пеић, Гордан Терлевић |  |
| 14. 3. 2022. 18:00 Извештај | Поени: Калинић 23 Скокови: Волтерс 5 Асистенције: Добрић 4 Индекс: Калинић, Митровић 25 |                   | Камењаш 17 Камењаш 7 Нил 6 Камењаш 26 |          | Хала Пионир, Београд Гледаоци: 1.125 Судије: Урош Николић, Крунослав Пеић, Гордан Терлевић |  |

| 21. 3. 2022. 19:00 Извештај |                                                                        | Цибона | 74 : 78                                               | Црвена звезда МТС | Кошаркашки центар Дражен Петровић, Загреб Гледаоци: 2.500 Судије: Урош Обркнежевић, Марио Мајкић, Денис Хаџић |  |
| 21. 3. 2022. 19:00 Извештај | Четвртине: 12:20, 20:18, 24:16, 18:24                                  |        |                                                       |                   | Кошаркашки центар Дражен Петровић, Загреб Гледаоци: 2.500 Судије: Урош Обркнежевић, Марио Мајкић, Денис Хаџић |  |
| 21. 3. 2022. 19:00 Извештај | Поени: Гегић 19 Скокови: Гегић 7 Асистенције: Гегић 5 Индекс: Гегић 24 |        | Добрић, Калинић 14 Митровић 10 Марковић 5 Митровић 21 |                   | Кошаркашки центар Дражен Петровић, Загреб Гледаоци: 2.500 Судије: Урош Обркнежевић, Марио Мајкић, Денис Хаџић |  |

| 28. 3. 2022. 18:00 Извештај |                                                                                    | Црвена звезда МТС | 76 : 56                                        | Крка | Хала Пионир, Београд Гледаоци: 1.128 Судије: Томислав Хордов, Игор Драгојевић, Бранимир Галић |  |
| 28. 3. 2022. 18:00 Извештај | Четвртине: 18:15, 27:9, 19:14, 12:18                                               |                   |                                                |      | Хала Пионир, Београд Гледаоци: 1.128 Судије: Томислав Хордов, Игор Драгојевић, Бранимир Галић |  |
| 28. 3. 2022. 18:00 Извештај | Поени: Волтерс, Кузмић 9 Скокови: Кузмић 11 Асистенције: Топић 5 Индекс: Кузмић 16 |                   | Стипчевић 17 Шкедељ 8 Стипчевић 3 Стипчевић 22 |      | Хала Пионир, Београд Гледаоци: 1.128 Судије: Томислав Хордов, Игор Драгојевић, Бранимир Галић |  |

| 20. 4. 2022. 19:00 Извештај |                                                                                  | Борац Чачак | 54 : 66                                     | Црвена звезда МТС | Хала Борца крај Мораве, Чачак Гледаоци: 2.000 Судије: Игор Драгојевић, Марко Пецељ, Владимир Весковић |  |
| 20. 4. 2022. 19:00 Извештај | Четвртине: 13:15, 15:19, 14:10, 12:22                                            |             |                                             |                   | Хала Борца крај Мораве, Чачак Гледаоци: 2.000 Судије: Игор Драгојевић, Марко Пецељ, Владимир Весковић |  |
| 20. 4. 2022. 19:00 Извештај | Поени: Пецарски 14 Скокови: Маринковић 8 Асистенције: Хејл 3 Индекс: Пецарски 19 |             | Холинс 16 Кузмић 10 Ивановић 4 Давидовац 22 |                   | Хала Борца крај Мораве, Чачак Гледаоци: 2.000 Судије: Игор Драгојевић, Марко Пецељ, Владимир Весковић |  |

| 11. 4. 2022. 18:00 Извештај |                                                                                     | Црвена звезда МТС | 90 : 82                                     | ФМП | Хала Пионир, Београд Гледаоци: 1.023 Судије: Урош Обркнежевић, Александар Милојевић, Милош Хаџић |  |
| 11. 4. 2022. 18:00 Извештај | Четвртине: 21:25, 30:25, 24:12, 15:20                                               |                   |                                             |     | Хала Пионир, Београд Гледаоци: 1.023 Судије: Урош Обркнежевић, Александар Милојевић, Милош Хаџић |  |
| 11. 4. 2022. 18:00 Извештај | Поени: Митровић 17 Скокови: Митровић 10 Асистенције: Марковић 5 Индекс: Митровић 30 |                   | Изунду 23 Изунду 9 Џоунс 7 Изунду, Џоунс 25 |     | Хала Пионир, Београд Гледаоци: 1.023 Судије: Урош Обркнежевић, Александар Милојевић, Милош Хаџић |  |

### Разигравање за титулу (Плеј-оф)

#### Полуфинале
| 12. 5. 2022. 19:00 | Извештај | Црвена звезда МТС                                                                         | 93 : 82 | Цедевита Олимпија                    | Хала Пионир, Београд Гледаоци: 6.076 Судије: Саша Пукл, Урош Николић, Лука Кардум |  |
| 12. 5. 2022. 19:00 | Извештај | Четвртине: 26:23, 27:25, 18:15, 22:19                                                     |         |                                      | Хала Пионир, Београд Гледаоци: 6.076 Судије: Саша Пукл, Урош Николић, Лука Кардум |  |
| 12. 5. 2022. 19:00 | Извештај | Поени: Митровић 21 Скокови: Кузмић, Митровић 7 Асистенције: Калинић 6 Индекс: Митровић 28 |         | Блажич 20 Омић 8 Блажич 20 Блажич 20 | Хала Пионир, Београд Гледаоци: 6.076 Судије: Саша Пукл, Урош Николић, Лука Кардум |  |
| 12. 5. 2022. 19:00 | Извештај | 1 : 0                                                                                     |         |                                      | Хала Пионир, Београд Гледаоци: 6.076 Судије: Саша Пукл, Урош Николић, Лука Кардум |  |

| 16. 5. 2022. 18:30 | Извештај | Цедевита Олимпија                                                      | 88 : 80 | Црвена звезда МТС                                | Арена Стожице, Љубљана Гледаоци: 9.000 Судије: Миливоје Јовчић, Милан Недовић, Игор Драгојевић |  |
| 16. 5. 2022. 18:30 | Извештај | Четвртине: 24:29, 19:15, 16:10, 17:22, 12:4                            |         |                                                  | Арена Стожице, Љубљана Гледаоци: 9.000 Судије: Миливоје Јовчић, Милан Недовић, Игор Драгојевић |  |
| 16. 5. 2022. 18:30 | Извештај | Поени: Мурић 21 Скокови: Омић 8 Асистенције: Драгић 6 Индекс: Мурић 27 |         | Добрић 15 Митровић 7 Волтерс, Холинс 4 Добрић 17 | Арена Стожице, Љубљана Гледаоци: 9.000 Судије: Миливоје Јовчић, Милан Недовић, Игор Драгојевић |  |
| 16. 5. 2022. 18:30 | Извештај | 1 : 1                                                                  |         |                                                  | Арена Стожице, Љубљана Гледаоци: 9.000 Судије: Миливоје Јовчић, Милан Недовић, Игор Драгојевић |  |

| 23. 5. 2022. 19:00 | Извештај | Црвена звезда МТС                                                                        | 88 : 78 | Цедевита Олимпија                         | Хала Пионир, Београд Гледаоци: 6.478 Судије: Илија Белошевић, Милош Кољеншић, Марио Мајкић |  |
| 23. 5. 2022. 19:00 | Извештај | Четвртине: 24:13, 18:24, 25:17, 21:24                                                    |         |                                           | Хала Пионир, Београд Гледаоци: 6.478 Судије: Илија Белошевић, Милош Кољеншић, Марио Мајкић |  |
| 23. 5. 2022. 19:00 | Извештај | Поени: Калинић 15 Скокови: Кузмић 10 Асистенције: Ивановић 6 Индекс: Ивановић, Кузмић 17 |         | Ферел 25 четири играча 4 Ферел 5 Ферел 32 | Хала Пионир, Београд Гледаоци: 6.478 Судије: Илија Белошевић, Милош Кољеншић, Марио Мајкић |  |
| 23. 5. 2022. 19:00 | Извештај | 2 : 1                                                                                    |         |                                           | Хала Пионир, Београд Гледаоци: 6.478 Судије: Илија Белошевић, Милош Кољеншић, Марио Мајкић |  |

### Финале
| 27. 5. 2022. 20:00 | Извештај | Црвена звезда МТС                                                                            | 90 : 76 | Партизан НИС                               | Хала Пионир, Београд Гледаоци: 6.886 Судије: Саша Пукл, Урош Обркнежевић, Јосип Радојковић |  |
| 27. 5. 2022. 20:00 | Извештај | Четвртине: 19:23, 23:16, 24:19, 24:18                                                        |         |                                            | Хала Пионир, Београд Гледаоци: 6.886 Судије: Саша Пукл, Урош Обркнежевић, Јосип Радојковић |  |
| 27. 5. 2022. 20:00 | Извештај | Поени: Ивановић 18 Скокови: Давидовац 5 Асистенције: Ивановић, Калинић 5 Индекс: Ивановић 18 |         | Пантер 15 Лесор 6 Аврамовић 4 Аврамовић 15 | Хала Пионир, Београд Гледаоци: 6.886 Судије: Саша Пукл, Урош Обркнежевић, Јосип Радојковић |  |
| 27. 5. 2022. 20:00 | Извештај | 1 : 0                                                                                        |         |                                            | Хала Пионир, Београд Гледаоци: 6.886 Судије: Саша Пукл, Урош Обркнежевић, Јосип Радојковић |  |

| 29. 5. 2022. 20:00 | Извештај | Црвена звезда МТС                                                               | 85 : 81 | Партизан НИС                                         | Хала Пионир, Београд Гледаоци: 7.238 Судије: Илија Белошевић, Игор Драгојевић, Марио Мајкић |  |
| 29. 5. 2022. 20:00 | Извештај | Четвртине: 29:18, 18:22, 15:13, 23:28                                           |         |                                                      | Хала Пионир, Београд Гледаоци: 7.238 Судије: Илија Белошевић, Игор Драгојевић, Марио Мајкић |  |
| 29. 5. 2022. 20:00 | Извештај | Поени: Калинић 25 Скокови: Митровић 6 Асистенције: Волтерс 8 Индекс: Калинић 29 |         | Аврамовић 21 Ледеј, Лесор 7 четири играча 3 Лесор 28 | Хала Пионир, Београд Гледаоци: 7.238 Судије: Илија Белошевић, Игор Драгојевић, Марио Мајкић |  |
| 29. 5. 2022. 20:00 | Извештај | 2 : 0                                                                           |         |                                                      | Хала Пионир, Београд Гледаоци: 7.238 Судије: Илија Белошевић, Игор Драгојевић, Марио Мајкић |  |

| 1. 6. 2022. 20:30 | Извештај | Партизан НИС                                                               | 70 : 67 | Црвена звезда МТС                                 | Хала Пионир, Београд Гледаоци: 7.226 Судије: Матеј Болтаузер, Урош Николић, Милан Недовић |  |
| 1. 6. 2022. 20:30 | Извештај | Четвртине: 21:17, 18:14, 8:23, 23:13                                       |         |                                                   | Хала Пионир, Београд Гледаоци: 7.226 Судије: Матеј Болтаузер, Урош Николић, Милан Недовић |  |
| 1. 6. 2022. 20:30 | Извештај | Поени: Пантер 22 Скокови: Пантер 5 Асистенције: Пантер 6 Индекс: Пантер 34 |         | Добрић 20 Кузмић, Митровић 5 Марковић 5 Добрић 21 | Хала Пионир, Београд Гледаоци: 7.226 Судије: Матеј Болтаузер, Урош Николић, Милан Недовић |  |
| 1. 6. 2022. 20:30 | Извештај | 1 : 2                                                                      |         |                                                   | Хала Пионир, Београд Гледаоци: 7.226 Судије: Матеј Болтаузер, Урош Николић, Милан Недовић |  |

| 3. 6. 2022. 18:30 | Извештај | Партизан НИС                                                                       | 112 : 84 | Црвена звезда МТС                           | Хала Пионир, Београд Гледаоци: 3.922 Судије: Дамир Јавор, Сашо Петек, Лука Кардум |  |
| 3. 6. 2022. 18:30 | Извештај | Четвртине: 35:27, 33:16, 20:20, 24:21                                              |          |                                             | Хала Пионир, Београд Гледаоци: 3.922 Судије: Дамир Јавор, Сашо Петек, Лука Кардум |  |
| 3. 6. 2022. 18:30 | Извештај | Поени: Аврамовић 24 Скокови: Лесор 5 Асистенције: Аврамовић 6 Индекс: Аврамовић 33 |          | Холинс 19 пет играча 3 Ивановић 4 Холинс 18 | Хала Пионир, Београд Гледаоци: 3.922 Судије: Дамир Јавор, Сашо Петек, Лука Кардум |  |
| 3. 6. 2022. 18:30 | Извештај | 2 : 2                                                                              |          |                                             | Хала Пионир, Београд Гледаоци: 3.922 Судије: Дамир Јавор, Сашо Петек, Лука Кардум |  |

| 6. 6. 2022. 20:00 | Извештај | Црвена звезда МТС                                                                             | 80 : 77 | Партизан НИС                             | Хала Пионир, Београд Гледаоци: 5.634 Судије: Саша Пукл, Томислав Хордов, Милош Кољеншић |  |
| 6. 6. 2022. 20:00 | Извештај | Четвртине: 18:20, 15:17, 26:21, 21:19                                                         |         |                                          | Хала Пионир, Београд Гледаоци: 5.634 Судије: Саша Пукл, Томислав Хордов, Милош Кољеншић |  |
| 6. 6. 2022. 20:00 | Извештај | Поени: Давидовац 15 Скокови: Давидовац, Калинић 6 Асистенције: Волтерс 7 Индекс: Давидовац 20 |         | Пантер 27 Лесор 13 Аврамовић 4 Пантер 21 | Хала Пионир, Београд Гледаоци: 5.634 Судије: Саша Пукл, Томислав Хордов, Милош Кољеншић |  |
| 6. 6. 2022. 20:00 | Извештај | 3 : 2                                                                                         |         |                                          | Хала Пионир, Београд Гледаоци: 5.634 Судије: Саша Пукл, Томислав Хордов, Милош Кољеншић |  |

## Суперлига Србије

### Полуфинале
| 10. 6. 2022. 20:00 | Извештај | Црвена звезда МТС                                                                 | 114 : 78 | Мега Моцарт                                               | Хала Пионир, Београд Гледаоци: 4.236 Судије: Урош Обркнежевић, Марко Јурас, Синиша Прпа |  |
| 10. 6. 2022. 20:00 | Извештај | Четвртине: 33:15, 25:24, 31:17, 25:22                                             |          |                                                           | Хала Пионир, Београд Гледаоци: 4.236 Судије: Урош Обркнежевић, Марко Јурас, Синиша Прпа |  |
| 10. 6. 2022. 20:00 | Извештај | Поени: Ивановић 25 Скокови: Добрић 7 Асистенције: Марковић 11 Индекс: Ивановић 32 |          | Руженцев 16 Грбовић, Руженцев 6 Ускоковић 10 Ускоковић 18 | Хала Пионир, Београд Гледаоци: 4.236 Судије: Урош Обркнежевић, Марко Јурас, Синиша Прпа |  |
| 10. 6. 2022. 20:00 | Извештај | 1 : 0                                                                             |          |                                                           | Хала Пионир, Београд Гледаоци: 4.236 Судије: Урош Обркнежевић, Марко Јурас, Синиша Прпа |  |

| 12. 6. 2022. 12:00 | Извештај | Мега Моцарт                                                                    | 77 : 70 | Црвена звезда МТС                             | Спортска хала Мега фактори, Београд Гледаоци: 326 Судије: Урош Николић, Марко Пецељ, Стефан Ћалић |  |
| 12. 6. 2022. 12:00 | Извештај | Четвртине: 12:22, 14:16, 28:15, 23:17                                          |         |                                               | Спортска хала Мега фактори, Београд Гледаоци: 326 Судије: Урош Николић, Марко Пецељ, Стефан Ћалић |  |
| 12. 6. 2022. 12:00 | Извештај | Поени: Руженцев 23 Скокови: Рудан 18 Асистенције: Ускоковић 5 Индекс: Рудан 32 |         | Митровић 16 Митровић 9 Ивановић 8 Митровић 17 | Спортска хала Мега фактори, Београд Гледаоци: 326 Судије: Урош Николић, Марко Пецељ, Стефан Ћалић |  |
| 12. 6. 2022. 12:00 | Извештај | 1 : 1                                                                          |         |                                               | Спортска хала Мега фактори, Београд Гледаоци: 326 Судије: Урош Николић, Марко Пецељ, Стефан Ћалић |  |

| 14. 6. 2022. 18:30 | Извештај | Црвена звезда МТС                                                                | 88 : 66 | Мега Моцарт                                              | Хала Пионир, Београд Гледаоци: 4.023 Судије: Алесандар Глишић, Владимир Јевтовић, Радош Арсенијевић |  |
| 14. 6. 2022. 18:30 | Извештај | Четвртине: 26:16, 27:17, 15:12, 20:21                                            |         |                                                          | Хала Пионир, Београд Гледаоци: 4.023 Судије: Алесандар Глишић, Владимир Јевтовић, Радош Арсенијевић |  |
| 14. 6. 2022. 18:30 | Извештај | Поени: Калинић 21 Скокови: Митровић 7 Асистенције: Марковић 8 Индекс: Калинић 26 |         | Руженцев, Симанић 12 три играча 6 Ускоковић 8 Симанић 20 | Хала Пионир, Београд Гледаоци: 4.023 Судије: Алесандар Глишић, Владимир Јевтовић, Радош Арсенијевић |  |
| 14. 6. 2022. 18:30 | Извештај | 2 : 1                                                                            |         |                                                          | Хала Пионир, Београд Гледаоци: 4.023 Судије: Алесандар Глишић, Владимир Јевтовић, Радош Арсенијевић |  |

### Финале
| 17. 6. 2022. 19:00 | Извештај | Црвена звезда МТС                                                              | 110 : 71 | ФМП Меридијан                     | Хала Пионир, Београд Гледаоци: 3.978 Судије: Урош Обркнежевић, Урош Николић, Иван Стефановић |  |
| 17. 6. 2022. 19:00 | Извештај | Четвртине: 24:18, 29:11, 26:23, 31:19                                          |          |                                   | Хала Пионир, Београд Гледаоци: 3.978 Судије: Урош Обркнежевић, Урош Николић, Иван Стефановић |  |
| 17. 6. 2022. 19:00 | Извештај | Поени: Кузмић 17 Скокови: Кузмић 7 Асистенције: Ивановић 9 Индекс: Ивановић 27 |          | Тасић 19 Тасић 7 Тасић 4 Тасић 28 | Хала Пионир, Београд Гледаоци: 3.978 Судије: Урош Обркнежевић, Урош Николић, Иван Стефановић |  |
| 17. 6. 2022. 19:00 | Извештај | 1 : 0                                                                          |          |                                   | Хала Пионир, Београд Гледаоци: 3.978 Судије: Урош Обркнежевић, Урош Николић, Иван Стефановић |  |

| 19. 6. 2022. 20:00 | Извештај | ФМП Меридијан                                                                        | 59 : 71 | Црвена звезда МТС                                      | Дворана Железник, Београд Гледаоци: 3.212 Судије: Александар Глишић, Владимир Јевтовић, Немања Нинковић |  |
| 19. 6. 2022. 20:00 | Извештај | Четвртине: 9:15, 22:19, 14:25, 14:12                                                 |         |                                                        | Дворана Железник, Београд Гледаоци: 3.212 Судије: Александар Глишић, Владимир Јевтовић, Немања Нинковић |  |
| 19. 6. 2022. 20:00 | Извештај | Поени: Радоњић 14 Скокови: Изунду, Тасић 6 Асистенције: Радоњић 6 Индекс: Радоњић 16 |         | Ивановић 21 Ивановић 6 Ивановић, Калинић 5 Ивановић 31 | Дворана Железник, Београд Гледаоци: 3.212 Судије: Александар Глишић, Владимир Јевтовић, Немања Нинковић |  |
| 19. 6. 2022. 20:00 | Извештај | 0 : 2                                                                                |         |                                                        | Дворана Железник, Београд Гледаоци: 3.212 Судије: Александар Глишић, Владимир Јевтовић, Немања Нинковић |  |

## Куп Радивоја Кораћа
Жреб парова Купа Радивоја Кораћа 2022. обављен је 31. јануара 2022. године у Београду. Домаћин турнира био је Ниш у периоду од 17. до 20. фебруара 2022. године, а сви мечеви су одиграни у Спортском центру Чаир.

### Четвртфинале
| 17. 2. 2022. 18:00 | Извештај | Црвена звезда МТС                                                                      | 103 : 59 | СПД Раднички                          | Спортски центар Чаир, Ниш Гледаоци: 500 Судије: Миливоје Јовчић, Немања Нинковић, Петар Пешић |  |
| 17. 2. 2022. 18:00 | Извештај | Четвртине: 28:13, 29:11, 24:22, 22:13                                                  |          |                                       | Спортски центар Чаир, Ниш Гледаоци: 500 Судије: Миливоје Јовчић, Немања Нинковић, Петар Пешић |  |
| 17. 2. 2022. 18:00 | Извештај | Поени: Ивановић 18 Скокови: Вајт, Кузмић 6 Асистенције: Ивановић 6 Индекс: Ивановић 26 |          | Катић 17 Станковић 8 Катић 5 Катић 22 | Спортски центар Чаир, Ниш Гледаоци: 500 Судије: Миливоје Јовчић, Немања Нинковић, Петар Пешић |  |

### Полуфинале
| 19. 2. 2022. 17:00 | Извештај | Црвена звезда МТС                                                            | 72 : 53 | Мега Моцарт                                     | Спортски центар Чаир, Ниш Гледаоци: 3.500 Судије: Миливоје Јовчић, Александар Глишић, Иван Стефановић |  |
| 19. 2. 2022. 17:00 | Извештај | Четвртине: 15:21, 24:12, 17:14, 16:6                                         |         |                                                 | Спортски центар Чаир, Ниш Гледаоци: 3.500 Судије: Миливоје Јовчић, Александар Глишић, Иван Стефановић |  |
| 19. 2. 2022. 17:00 | Извештај | Поени: Калинић 15 Скокови: Кузмић 7 Асистенције: Волтерс 5 Индекс: Кузмић 18 |         | Матковић 15 Церовина 6 Смит 7 Смит, Матковић 12 | Спортски центар Чаир, Ниш Гледаоци: 3.500 Судије: Миливоје Јовчић, Александар Глишић, Иван Стефановић |  |

### Финале
| 20. 2. 2022. 21:00 | Извештај | Црвена звезда МТС                                                                    | 85 : 68 | Партизан НИС                           | Спортски центар Чаир, Ниш Гледаоци: 5.000 Судије: Миливоје Јовчић, Марко Јурас, Александар Глишић |  |
| 20. 2. 2022. 21:00 | Извештај | Четвртине: 20:13, 29:15, 18:18, 18:22                                                |         |                                        | Спортски центар Чаир, Ниш Гледаоци: 5.000 Судије: Миливоје Јовчић, Марко Јурас, Александар Глишић |  |
| 20. 2. 2022. 21:00 | Извештај | Поени: Калинић 18 Скокови: Кузмић 7 Асистенције: Холинс 5 Индекс: Волтерс, Холинс 18 |         | Лесор 19 Ледеј, Лесор 4 Мур 5 Лесор 22 | Спортски центар Чаир, Ниш Гледаоци: 5.000 Судије: Миливоје Јовчић, Марко Јурас, Александар Глишић |  |

## Појединачне награде
- Најкориснији играч Јадранске лиге:[28]
  -  Никола Калинић
- Најкориснији играч плеј-офа Јадранске лиге:[29]
  -  Огњен Добрић
- Идеална стартна петорка Јадранске лиге:[30]
  -  Никола Калинић
- Набољи одбрамбени играч Јадранске лиге:[31]
  -  Бранко Лазић
- Најкориснији играч кола Јадранске лиге:[32]
  -  Никола Ивановић (1. коло, индекс 35)
  -  Никола Ивановић (13. коло, индекс 29)
  -  Лука Митровић (1. коло полуфинала плеј-офа, индекс 28)
  -  Никола Ивановић (1. коло финала плеј-офа, индекс 18)
  -  Никола Калинић (2. коло финала плеј-офа, индекс 29)
  -  Дејан Давидовац (5. коло финала плеј-офа, индекс 20)
- Најкориснији играч финала Суперлиге Србије:
  -  Никола Ивановић
- Најкориснији играч финала Купа Радивоја Кораћа:
  -  Нејт Волтерс[33]

## Појединачне статистике

### Евролига
- [34]

| #  | Играч            | У  | М      | П    | 2П         | 3П        | СБ        | СН  | СО  | А   | УЛ  | ИЛ  | Б  | БП | ЛГ  | ИЛГ | И    |
| -- | ---------------- | -- | ------ | ---- | ---------- | --------- | --------- | --- | --- | --- | --- | --- | -- | -- | --- | --- | ---- |
| 1  | Марко Гушић      | 1  | 0:07   | 0    | 0 / 0      | 0 / 0     | 0 / 0     | 0   | 0   | 0   | 0   | 0   | 0  | 0  | 0   | 0   | 0    |
| 2  | Стефан Лазаревић | 21 | 261:21 | 58   | 20 / 29    | 4 / 11    | 6 / 7     | 11  | 19  | 11  | 10  | 4   | 1  | 1  | 48  | 9   | 49   |
| 3  | Нејт Волтерс     | 31 | 734:48 | 337  | 114 / 206  | 28 / 78   | 25 / 40   | 14  | 66  | 113 | 23  | 48  | 4  | 11 | 69  | 53  | 325  |
| 4  | Алекса Ускоковић | 6  | 64:42  | 11   | 2 / 4      | 1 / 4     | 4 / 4     | 1   | 8   | 9   | 3   | 5   | 0  | 0  | 11  | 3   | 14   |
| 7  | Дејан Давидовац  | 28 | 520:00 | 141  | 28 / 52    | 19 / 54   | 28 / 40   | 13  | 79  | 26  | 22  | 9   | 7  | 2  | 45  | 44  | 205  |
| 9  | Лука Митровић    | 31 | 618:18 | 256  | 95 / 159   | 0 / 1     | 66 / 97   | 49  | 85  | 52  | 20  | 52  | 7  | 12 | 68  | 88  | 329  |
| 10 | Бранко Лазић     | 25 | 405:41 | 93   | 10 / 22    | 18 / 53   | 19 / 22   | 11  | 15  | 10  | 8   | 12  | 2  | 3  | 53  | 34  | 55   |
| 12 | Никола Калинић   | 32 | 962:01 | 403  | 118 / 228  | 32 / 116  | 71 / 99   | 26  | 98  | 108 | 31  | 87  | 2  | 19 | 73  | 107 | 374  |
| 13 | Огњен Добрић     | 29 | 655:22 | 299  | 63 / 139   | 45 / 126  | 38 / 51   | 19  | 35  | 37  | 20  | 39  | 4  | 7  | 50  | 63  | 211  |
| 14 | Остин Холинс     | 28 | 578:29 | 227  | 47 / 88    | 35 / 112  | 28 / 34   | 16  | 37  | 28  | 29  | 27  | 3  | 10 | 59  | 31  | 151  |
| 19 | Марко Симоновић  | 14 | 157:00 | 30   | 3 / 7      | 8 / 21    | 0 / 2     | 2   | 7   | 4   | 5   | 4   | 0  | 0  | 21  | 7   | 11   |
| 20 | Никола Ивановић  | 27 | 414:31 | 206  | 40 / 96    | 24 / 71   | 54 / 69   | 22  | 22  | 65  | 13  | 31  | 0  | 4  | 38  | 92  | 229  |
| 27 | Стефан Марковић  | 21 | 267:52 | 54   | 7 / 13     | 10 / 37   | 10 / 14   | 7   | 24  | 40  | 10  | 23  | 1  | 0  | 33  | 11  | 54   |
| 30 | Арон Вајт        | 18 | 325:58 | 99   | 20 / 46    | 11 / 37   | 26 / 31   | 25  | 40  | 22  | 10  | 14  | 1  | 2  | 19  | 28  | 133  |
| 32 | Огњен Кузмић     | 33 | 582:25 | 177  | 72 / 127   | 0 / 0     | 33 / 55   | 72  | 95  | 14  | 18  | 20  | 10 | 12 | 52  | 47  | 272  |
| 33 | Мајк Цирбес      | 11 | 99:08  | 43   | 18 / 27    | 0 / 0     | 7 / 8     | 8   | 12  | 1   | 4   | 6   | 4  | 4  | 14  | 9   | 47   |
| 44 | Никола Топић     | 1  | 2:17   | 0    | 0 / 1      | 0 / 0     | 0 / 0     | 0   | 0   | 0   | 0   | 0   | 0  | 0  | 0   | 0   | -1   |
|    | Укупно           |    |        | 2434 | 657 / 1244 | 235 / 721 | 415 / 573 | 368 | 702 | 540 | 226 | 406 | 46 | 87 | 653 | 626 | 2565 |

### Јадранска лига
- [35]

| #  | Играч            | У  | М   | П    | 2П         | 3П        | СБ        | СН  | СО  | А   | УЛ  | ИЛ  | Б  | БП | ЛГ  | ИЛГ | И    |
| -- | ---------------- | -- | --- | ---- | ---------- | --------- | --------- | --- | --- | --- | --- | --- | -- | -- | --- | --- | ---- |
| 1  | Марко Гушић      | 2  | 16  | 2    | 1 / 4      | 0 / 0     | 0 / 0     | 1   | 1   | 1   | 2   | 0   | 0  | 0  | 2   | 1   | 3    |
| 2  | Стефан Лазаревић | 29 | 386 | 108  | 33 / 61    | 8 / 29    | 18 / 20   | 28  | 30  | 21  | 15  | 18  | 1  | 3  | 65  | 35  | 101  |
| 3  | Нејт Волтерс     | 34 | 595 | 284  | 86 / 150   | 30 / 84   | 22 / 40   | 17  | 64  | 119 | 21  | 42  | 1  | 11 | 62  | 61  | 316  |
| 4  | Алекса Ускоковић | 5  | 53  | 15   | 5 / 11     | 1 / 4     | 2 / 4     | 0   | 5   | 5   | 0   | 2   | 1  | 1  | 9   | 5   | 8    |
| 7  | Дејан Давидовац  | 30 | 504 | 207  | 41 / 65    | 28 / 83   | 41 / 48   | 34  | 62  | 27  | 28  | 16  | 6  | 3  | 48  | 55  | 266  |
| 9  | Лука Митровић    | 34 | 588 | 290  | 110 / 183  | 1 / 2     | 67 / 88   | 51  | 103 | 49  | 23  | 53  | 6  | 12 | 78  | 85  | 369  |
| 10 | Бранко Лазић     | 23 | 395 | 133  | 16 / 34    | 27 / 71   | 20 / 26   | 20  | 24  | 15  | 16  | 13  | 0  | 4  | 55  | 40  | 108  |
| 12 | Никола Калинић   | 31 | 800 | 352  | 73 / 154   | 51 / 123  | 53 / 72   | 26  | 81  | 101 | 28  | 68  | 2  | 11 | 73  | 115 | 381  |
| 13 | Огњен Добрић     | 29 | 635 | 309  | 50 / 101   | 52 / 125  | 53 / 71   | 23  | 62  | 44  | 31  | 39  | 3  | 6  | 40  | 58  | 303  |
| 14 | Остин Холинс     | 30 | 608 | 273  | 53 / 90    | 47 / 136  | 26 / 35   | 26  | 43  | 30  | 46  | 43  | 5  | 7  | 74  | 41  | 205  |
| 19 | Марко Симоновић  | 19 | 236 | 77   | 5 / 10     | 21 / 58   | 4 / 7     | 2   | 29  | 13  | 7   | 9   | 0  | 0  | 25  | 11  | 60   |
| 20 | Никола Ивановић  | 31 | 536 | 275  | 43 / 89    | 34 / 106  | 87 / 101  | 17  | 42  | 112 | 30  | 42  | 0  | 6  | 51  | 107 | 352  |
| 27 | Стефан Марковић  | 24 | 302 | 81   | 9 / 23     | 15 / 50   | 18 / 23   | 7   | 33  | 68  | 20  | 25  | 1  | 1  | 33  | 40  | 137  |
| 30 | Арон Вајт        | 21 | 341 | 148  | 32 / 52    | 16 / 55   | 36 / 46   | 14  | 51  | 31  | 11  | 12  | 4  | 4  | 22  | 43  | 195  |
| 32 | Огњен Кузмић     | 32 | 498 | 192  | 80 / 125   | 0 / 1     | 32 / 49   | 64  | 83  | 18  | 8   | 16  | 15 | 3  | 59  | 51  | 290  |
| 33 | Мајк Цирбес      | 11 | 109 | 54   | 18 / 33    | 0 / 0     | 18 / 21   | 12  | 16  | 7   | 4   | 9   | 4  | 2  | 24  | 21  | 65   |
| 44 | Никола Топић     | 2  | 22  | 4    | 1 / 3      | 0 / 2     | 2 / 2     | 1   | 1   | 6   | 3   | 7   | 0  | 1  | 6   | 1   | -2   |
| 77 | Немања Поповић   | 1  | 10  | 3    | 1 / 3      | 0 / 0     | 1 / 2     | 0   | 1   | 1   | 0   | 1   | 1  | 0  | 3   | 1   | 0    |
|    | Укупно           |    |     | 2807 | 657 / 1191 | 331 / 929 | 500 / 655 | 343 | 731 | 668 | 293 | 415 | 50 | 75 | 729 | 771 | 3157 |

### Суперлига Србије
- [36]

| #  | Играч            | У | М      | П   | 2П        | 3П       | СБ      | СН | СО  | А   | УЛ | ИЛ | Б | БП | ЛГ | ИЛГ | И   |
| -- | ---------------- | - | ------ | --- | --------- | -------- | ------- | -- | --- | --- | -- | -- | - | -- | -- | --- | --- |
| 2  | Стефан Лазаревић | 5 | 96:23  | 27  | 10 / 11   | 2 / 2    | 1 / 2   | 6  | 8   | 1   | 5  | 11 | 1 | 0  | 13 | 3   | 37  |
| 7  | Дејан Давидовац  | 5 | 60:15  | 10  | 5 / 8     | 0 / 5    | 0 / 0   | 1  | 7   | 7   | 5  | 2  | 2 | 0  | 4  | 2   | 14  |
| 9  | Лука Митровић    | 5 | 71:46  | 41  | 17 / 28   | 0 / 1    | 7 / 12  | 10 | 14  | 6   | 6  | 1  | 0 | 3  | 7  | 9   | 48  |
| 10 | Бранко Лазић     | 5 | 104:14 | 35  | 7 / 9     | 6 / 19   | 3 / 4   | 3  | 4   | 3   | 1  | 0  | 0 | 1  | 8  | 4   | 23  |
| 12 | Никола Калинић   | 3 | 56:55  | 37  | 8 / 12    | 4 / 9    | 9 / 10  | 1  | 6   | 13  | 4  | 4  | 1 | 0  | 4  | 10  | 54  |
| 13 | Огњен Добрић     | 3 | 66:28  | 45  | 5 / 13    | 11 / 17  | 2 / 2   | 2  | 7   | 5   | 2  | 4  | 1 | 0  | 7  | 4   | 45  |
| 14 | Остин Холинс     | 4 | 79:48  | 46  | 4 / 13    | 12 / 31  | 2 / 2   | 3  | 6   | 7   | 6  | 4  | 1 | 2  | 5  | 5   | 31  |
| 19 | Марко Симоновић  | 4 | 57:56  | 8   | 1 / 1     | 1 / 12   | 3 / 3   | 0  | 8   | 0   | 3  | 2  | 1 | 0  | 5  | 1   | 1   |
| 20 | Никола Ивановић  | 5 | 115:26 | 75  | 14 / 24   | 12 / 29  | 11 / 17 | 5  | 11  | 34  | 6  | 9  | 0 | 0  | 5  | 18  | 108 |
| 27 | Стефан Марковић  | 5 | 106:35 | 39  | 8 / 11    | 7 / 19   | 2 / 2   | 4  | 12  | 36  | 6  | 12 | 0 | 0  | 11 | 11  | 82  |
| 30 | Арон Вајт        | 5 | 76:36  | 36  | 7 / 16    | 4 / 13   | 10 / 13 | 3  | 11  | 3   | 7  | 8  | 0 | 3  | 9  | 10  | 31  |
| 32 | Огњен Кузмић     | 5 | 67:11  | 38  | 17 / 26   | 0 / 0    | 4 / 7   | 12 | 7   | 2   | 6  | 1  | 1 | 3  | 8  | 11  | 43  |
| 33 | Мајк Цирбес      | 4 | 40:27  | 16  | 7 / 12    | 0 / 0    | 2 / 4   | 3  | 2   | 1   | 3  | 4  | 0 | 0  | 7  | 6   | 15  |
|    | Укупно           |   |        | 453 | 110 / 184 | 59 / 157 | 56 / 78 | 61 | 117 | 118 | 62 | 62 | 8 | 12 | 95 | 94  | 550 |